# 学校における働き方改革
学校における働き方改革（がっこうにおけるはたらきかたかいかく）とは、学校を取り巻く問題が複雑化・多様化する現状とOECD国際調査でも突出した教師の長時間勤務が課題となる日本の学校における、新しい時代の教育に向けた持続可能な学校指導・運営体制の構築のために、教師のこれまでの働き方を見直す働き方改革である。
この改革の目的は、働き方の改善により教師が学ぶ時間を確保し自らの授業を磨くこと等を通じて、子供たちにより良い教育を存分に行うことができるようにすることとであり、国が先頭に立って改革を進めると2023年に文部科学大臣永岡桂子は表明した。
長時間労働の要因には、1971年制定の「公立の義務教育諸学校等の教育職員の給与等に関する特別措置法」（給特法）と部活動等による超勤4項目以外の無償労働の影響が指摘されている。なお、文科省審議会は、部活動地域移行を2028年度までに休日着手、2031年度までに平日も含め地域実情に応じ取り組む方針としている。

2023年日教組の9千件回収の調査では、平均の在校等時間が日に11時間21分、休憩時間が9.7分就労の中で教職を勧められないとする教員が過半数を超えた。また深夜まで続くような保護者の激しい苦情が寄せられる環境も疲弊する要因ともなり、東京都では学校もカスタマーハラスメント条例の対象となっている。2023年文科省公表では、精神疾患で病気休職した教職員数6千人台と過去最多を記録しており、教員採用試験倍率は低下し、各地で教員不足問題が起こっている。特に女性の受験者が減少している。2024年度採用の東京都教員では採用1年以内に239人が退職している。また警視庁の統計では、2024年中の自殺者における教員（小中高等学校教員・特別支援学校）数は73名、2023年は62名であった。2025年5月9日衆議院文部科学委員会では、過去9年で小学校教員の過労死認定が38名であると明らかにされた。

中教審で「高度な専門職」とされる教員の実態は、2割が非正規雇用職員であり、そのなり手が減少したことも教員不足につながっている。一方、2025年6月には、複数の教育委員会が大学生に臨時免許状を授与し非常勤講師として雇用している問題が報道されている。2025年7月、全日本教職員組合は、全国の「教員未配置」が同年5月時点で少なくとも3644人となっているとの調査結果を公表した。
教育研究家の妹尾昌俊は、入学式の校長講話こそ保護者に対し、部活動等や教職員多忙化の学校現状についての働き方改革を説明する好機であると述べている。一方、子どもの側も困難を抱え、2023年度小中学校の不登校児は34万人余となり過去最多を更新し続け、厚生労働省が公表した過去1年間の自殺者のうち児童・生徒は527人でこちらも過去最多となっている。
これらを背景に、教員の在校時間上限設定と公立中学での35人学級実現などを目的として、給特法改正について2025年5月国会で審議・成立した。文科省は学校における働き方改革の更なる加速化などを進めるとしている。一方、高松地裁では2025年3月、元高松市立中教諭の男性が合宿時に労働基準法に反する時間外労働があったと認め県に5万円の支払いを命じており、労基法違反での初の賠償責任判決となっている。また、部活の地域移行を発表している神戸市の2026年度採用の教員試験では、倍率が4.4に上昇する動きがあった。

## 概要
2013年のOECDによる国際教員指導環境調査(TALIS)で参加国34か国のうち日本は、教師の勤務時間が最長で、かつ授業時間が短く、学業以外の事務・会議・部活動などでの時間が長いことがわかった。2016年(平成28)の文部科学省調査により、教師の勤務実態が明らかとなり、改革に取り組むこととなった。平成18年度に文部科学省が実施した教員の勤務実態に関する調査結果においても、教員の一月当たりの平均残業時間は平日・休日を合わせて約42時間となり、昭和41年度調査と比較すると約5倍に増大していた。また処遇面でもOECDは2023年9月に日本の教員給与がOECD平均を下回ることを報告し、待遇面への戦略的投資によって教職の魅力を高めるべきだと指摘している。
第4次安倍内閣は2018年（平成30年）に働き方改革関連法を成立させ、2019年（平成31年）4月1日施行、日本の労働慣行は大きな転換点を迎えた。平成31年（2019年）1月、中央教育審議会が答申を取りまとめ、文部科学省は、学校における働き方改革の取組を進め、各自治体でも教職員の勤務時間短縮と学校業務改革についての実施計画が策定されている。神奈川県では教員の働き方改革、岐阜県では教職員の働き方改革など、地域によって若干呼び方が異なる。経済産業省においても、効果的な教育活動のためBusiness Process Re-engineering（BPR）の手法でコンサルタントの活用を交えつつ学校現場の実態把握と改善推進を実施している。
2022年度文部科学省の教員勤務実態調査では、国が残業の上限として示している月45時間を超えるとみられる教員が、中学校で77.1％、小学校では64.5％で依然として長時間勤務が常態化しており、文部科学省は教員の処遇の改善や働き方改革を進めるとしている。一方で、労働者全体では、2024年版過労死防止対策白書によると、国内の月末１週間の就業時間が40時間以上である雇用者においては、その就業時間が週60時間以上である雇用者の割合については平成15年をピークで減少傾向にあり令和5年は8.4％の割合に過ぎない。過労死等の防止のための対策に関する大綱では、かつて5つの重点業種・職種として、IT産業、医療に並び教職員が掲げられていた。2015年度版「教員勤務実態調査（速報値）」では、労働災害認定で労働と過労死・過労自殺との因果関係判定に用いられる過労死ラインに相当する週60時間以上勤務の教員は中学校で約6割、小学校で約3割に上り、中学校では運動部や吹奏楽部の顧問である影響が大きいと報道された。2024年3月には、日教組が教員の増加、業務の分担、給特法廃止などを求め69万人余りの署名を文部科学省に提出した。学校現場では在校時間の改ざんも行われている。
これらの長期労働の一因としては、超勤4項目以外の残業命令をしないという1971年制定の「公立の義務教育諸学校等の教育職員の給与等に関する特別措置法」（給特法）によって事実上の残業への手当てが支給されないことによる影響が指摘されており、2025年に半世紀ぶりに教職調整額増額見直しを含めた法改正が予定されているが、残業代不支給等の枠組みは維持される見込みとなっている。低迷する教員人気回復のためには、法廃止による残業削減が必要との現職教員の訴えもある。第217回国会において、改正給特法が審議される。改正内容は、学校における働き方改革の一層の推進、組織的な学校運営及び指導の促進、教員の処遇の改善としており、2026年以降の施行を予定している。また、全ての教育委員会に対し、残業縮減に向けた計画の策定・公表も義務となる。一方、勤務時間外労働の一因である部活動について、神戸市やつくば市立みどりの学園義務教育学校では有償での完全地域移行を実施し始めている。文部科学省は教員の残業時間の削減を目標として、校長の人事評価に働き方改革に関する観点を2025年度より導入するとした。なお、給特法に関連し、公立学校の教員が時間外勤務について提起した訴訟の類型には、時間外勤務手当の支払い等の求めに対する県の人事委員会が措置要求を認めなかった判定への取消請求、時間外勤務手当支払請求、国家賠償請求等がある。 

### 休職・採用低倍率・教員不足等への影響
教員免許更新制度が廃止されるなど現職教員の負担軽減に国が努めるも、教員採用試験の受験者数が減少傾向にあり、年度内に増えた教員のニーズを満たせない状況も多い。1971年に制定された「公立の義務教育諸学校等の教育職員の給与等に関する特別措置法」（給特法）による「定額働かせ放題」の実態や、部活動の地域移行の遅滞が改革を阻むとの見解もある。2023年12月文科省公表では精神疾患で病気休職した教職員数6,539人で過去最多になり、メンタルヘルス対策不足も指摘されている。
2024年、給特法上乗せ分を4％から10％以上に変更する改革案を中教審部会が提出しているが、現場からは教職離れの抜本解決にならないとの声がある。2024年6月、本まとめに対し文科省はパブリックコメントを行い、1万8000余の意見が寄せられそれを踏まえ答申がとりまとめられ、8月に「「令和の日本型学校教育」を担う質の高い教師の確保のための環境整備に関する総合的な方策について（答申）」として文科大臣に手交した。
学校現場では過労や心労による教員の過労死・自殺が繰り返し起こっている。2015～23年度の9年間で38人が過労死の労災として認定されている。2025年度採用の新潟県公立校教員採用試験の志願倍率は募集の半数ほどの応募で1倍を切り、佐賀県や宮崎県の2026年度採用小学校教員教員試験でも0.9倍など、各地で教員採用試験は過去最低を記録している。高知県では小学校採用合格者の約7割が辞退した。熊本市でも初めて追加募集を行った人が集まらず、臨採経験者を対象に2度目の追加募集を実施した。熊本県では2023年度退職者の内、半数の274人が教職員であり退職理由は転職が最多となった。2024年埼玉県吉川市では教員不足のため中学校で定期テストができずに1学期の成績がつかない、2週間自習続きなどの事態が発生した。全日本教職員組合の調査では2024年の全国の教員不足は過去最多の4700人超となった。トイレ離席も困難、ドミノ式病欠者発生といった負の連鎖が起こっているとの現場の声がある。東京都教育委員会では依然として長時間勤務の教員が多い状況を鑑み、2024年に「学校における働き方改革の推進に向けた実行プログラム」を策定し、2027年度までを期間として、集中的に取り組むことを宣言している。島根県では2025年採用者のうち15％が辞退し、教員欠員数が過去最多となった。
舞田敏彦の分析では、新採職員の4割は在校偏差値は50を切っているとの指摘がある。なお、日本PTA全国協議会による分析では、特別支援を含めると児童生徒当たりの教職員定数は増えていないわけではないこと、教員のやりがいと負担感のアンマッチを考慮し、むしろ学校事務や用務員など補助要員の増加を提言している。また人材確保法が有効に機能していない可能性も指摘している。

### 経済的対策
文科省は2025年度予算案の概算要求では調整額を現在の3倍以上の13%にすることなどを盛り込む方針としている。なお、文部科学省は校長等は教職員の就労時間把握に努めるよう指示し、在校等時間の虚偽記録支援または実施をしている場合は信用失墜行為として懲戒処分等の対象ともなり得るとしている。
教職調整額増額等のため2025年度文部科学省要求予算では年換算1270億円が増額となった。総務省は処遇改善のためには年間国庫720億、地方で3000億円を要すると試算している。処遇改善のための中堅層向け新ポスト案については基本給引き下げ反対署名が行われている事に対し、阿部俊子文部科学相は2024年10月記者会見で基本給は地方自治体が決定することとしつつ、文科省としては引き下げを考えていないと質疑を行った。しかし2025年1月、2025年度予算では教職調整額引き上げの財源の半分は教員向けの手当の廃止・縮減で捻出するとも報道されている。

## 教員の長時間労働とその原因・背景

### 多忙化の現状
- 中教審教員養成部会は2019年11月、教員免許更新制の教員の負担軽減策を検討したが、教育新聞の読者投票では77%が更新制度の見直しを望んでいる[84]。多くの時間を費やし費用も自己負担であることで不満が募り、また現職に失効者がでる問題もある[85]。なお、令和4年7月1日から教員免許更新制は廃止された[86]。
- 日常的には、対象教員が全員受講しなければならない悉皆研修も教員の多忙化に拍車をかける場合があり、研修回数を減らす、開催時期をアンケートで意見を聞く[84] などの努力をする取り組みをする市教育委員会もある[87]。
- 業務時間前の立哨指導については、退職した小学校長は業務時間外に行うほどの教育効果が得られたか自戒を込めて反省している[88]。現職教員からは就業時間前の7時半に校門が開き教員が早出勤を強いられる状況を「スタッフ出勤前に開いているレストラン」になぞらえている[89]。
- 教育研修では負担がかかる上、病欠や妊娠出産代替職員も配置が困難となっている。教員の不足数から、およそ8万人の子どもが “担任がいない”状況になっているとの試算もある[90]。

### 多忙化の要因
- 教育多忙の要因は、平成26年11月の文部科学省調査では「国や教育委員会からの調査等への対応」を筆頭に、「研修会や教育研究のレポート作成」、「児童・生徒・保護者アンケートの実施・集計」、「保護者・地域からの要望・苦情等への対応」に多くの時間が費やされ、多忙感を増大させているとの結果となっている[91]。またその対策としては、財務省の見解では教員増ではなく、例えば精神科医や臨床心理士の資格を持つカウンセラー、社会福祉士などのソーシャルワーカー、外国語を教えることができる人材やICTの専門家、不登校児等を専門に扱うNPO・フリースクール、部活動指導ができるコーチ、事務作業の経験者などの学校の周りにいる専門家や専門機関、あるいはシルバー人材や元教員等の地域ボランティアなど、多様な協力者の参画を促すべきと示している[92]。東京都教育庁は学習指導や部活動指導などの学校教育活動を支援する者の情報を、東京都の公立学校に提供する人材バンク事業を行っている[93]。
- 教員に寄せられる激しい苦情については、東京都では東京都カスタマー・ハラスメント防止条例（令和6年東京都条例第140号）を策定し、学校などの公的サービスを提供する側と利用者のやり取りも対象とするとしている[94][95]。日立市では2016年不登校の息子のために運動会をもう一度開催するよう迫った家庭に訪問し話し合いをした学校長に対し、保護者2名が包丁を持ち出すなど脅迫を行い逮捕された事例もある。父親はそれ以前にも教員に殴るなどで公務執行妨害と障害で執行猶予だったが猶予期間が明けたばかりだった[96]。
- 村井宮城県知事は文部科学省が小学6年と中学3年を対象とする全国学力・学習状況調査（全国学力テスト）を労力や意義の観点から、毎年実施することに疑問を投げかけている[97]。なお、私立学校の全国学力・学習状況調査に参加は2年続けて減り、2024年度の参加率は37・8％となっている[98]。
- 2015年電通の女性社員(24)が過労自殺したが、死亡前に月130時間を超える残業を行っていた。文部科学省「教員勤務実態調査」（2016年実施）の分析により、月120時間以上残業（週65時間以上勤務、持ち帰り残業も考慮）という、過労死ラインをはるかに超えて働く教員は小学校17.1%、中学校40.7%にも上るため、多くの教員が前述の女性社員に匹敵またはより長時間の就労に従事していると指摘されている[99]。
- 本来、自治体により異なるが横浜市で「横浜市立学校職員の勤務時間に関する規程」において、定時制以外では横浜市では、学校における開始時刻は午前8時、終了時刻は午後4時30分と定められている[100]。しかし実態としては、NPO教職員アンケート（ｎ=70)で「勤務開始時刻前の日常的な業務がある」と答えた人は全体の84%にのぼっている[101]。
- 学校現場では、いじめの重大事態や児童虐待相談対応件数が過去最多（2019年4月現在）、障害のある児童生徒、不登校児童生徒、外国人児童生徒等の増加といった複数の課題への対応が日々迫られている[102]。日中は業務に忙殺され、十分なトイレ休憩時間を確保できず膀胱炎が職業病だとと語られるような労働環境にある[103]。また2024年いじめの認知件数は文科省調査で過去最高の732,568件である[104]が、一方で加害児童の「出席停止措置」は全国0件となっている。また警察介入を学校の力量不足と見る向きもあり、事実上被害者にしわ寄せがいく困難な現状がある[105]。
- 教員が妊娠しても代替職員が見つからず、産休が喜ばれない余裕ない状況だと職員組合のアンケートに寄せられている[106]。部活指導によって時給数百円の手当しか出ず月１度の休日となり、授業準備が不足する事態となっている声もある[107]。
- 受験生の担任になった場合、受験指導、願書の集計、受験料の集金、願書に添付する証紙の購入などに忙殺される。九州地方などでは公立高への願書提出は各校への持ち込みが原則となっており、遠隔地でも1時間以上かけるなどして高校に担任が出向く。一方、2023年度にはオンライン出願が群馬、三重、広島各県などが始まっている。受験生や学校の負担を減らし、出願ミスの効果も期待される[108]。
- 土佐町議会では、鈴木大裕議員による教員の働き方改革に関する質疑において、勤務時間内に翌日の授業準備実施が可能かということと、勤務時間内に労働基準法で定められた45分間の休憩時間取得が可能かの問いに、教育長による取得できておらず労基法違反の実態であるとの答弁があった。同議員は教員による集団訴訟の重要な根拠ともなり、また、国が定める標準授業時数を大幅に上回る、「余剰時数」がこのような質疑を通じゼロになった。との意見を述べている[109][110]。

### 多忙化への対応
合理的運営を行っている小学校では校務システムを利用したスケジュール共有による職員朝会議の時間内開催や出欠確認後の体調不良者のみの健康観察の保健室集約、職員会議は年4回限定や99%の保護者メール周知と学校現場での働き方改革を学校単位で成し遂げた校長もいる。ただし、研究授業については良さも認めつつ、時間がかかりすぎることから方向性の改善を提案している。保護者配布物のデジタル化、職員会議ややらされ行事の廃止で残業時間を削減に成功した学校もある。
岡山県教委でも改革を進め、矢掛町立矢掛中学校では定期テストや宿題を廃止、17時以降留守番設定することと、授業時数を満たしていれば、教育課程は各校の校長の権限で決めるためコマ数を減少させるなどで勤務時間を減少させている。
福島市では教職員の月45時間以上の時間外在校時間などの割合が前年度より2.4ポイント減となったが、教員は放課後や休日の留守番電話対応について9割超が「効果があった」と回答している。
教員の多忙の一因でもある通知表を廃止する学校も出てきている。
静岡県裾野市の公立小中学校では、2026年1月まで学校への電話を民間コールセンターが受ける全国初の実証実験を行う。
地域により教員の負担状況が異なり、2024年3月現在、東京23区内では江戸川区を含む3区以外は教員やPTA・地域保護者ではなくシルバー人材センターによる登下校見守りが行われている。また、全国的に行われていた家庭訪問は、働き方改革関連法が成立の2018年頃から教師負担軽減を理由として見直しが進み、さらに2020年以降のコロナ禍で感染症の対策一環として家庭訪問取りやめが促進した。
学校でのICT機器の活用は、「アクティブ・ラーニング」や「個別最適化された教材」という効率的な学習を子供に与えると共に教員の業務の効率化にもつながる。大阪市では校務支援システム」で年間約170時間の業務時間を削減できた。評価が困難なアクティブラーニングやグループ学習では、児童や生徒の発言を“可視化”するためのソリューションとしての協働学習支援サービスを活用し、教員の指導や評価を援助する仕組みも始まっている。学習用タブレットの学習ログ、学力テストの結果、児童や生徒から取ったアンケート結果などを統合的に分析し、児童や生徒に個別最適化した指導方法の策定、教員、児童や生徒、保護者に対するフィードバックも可能な「未来型教育 京都モデル実証事業」が京都市と京都大学共同で行われている。新型コロナウイルスによる臨時休校といった事態に対処するため、国、教科書の出版社、端末メーカーやソフトウェアベンダーなどが小中学校へのICT導入が推進されている。
学校における働き方改革も関係し長期休業中の世話、病気の時の費用負担、子供のアレルギー問題への対応などから、学校内のうさぎ・ニワトリなどの飼育動物が減少しているという余波も起こっている。
教育新聞調査では、公立学校教員の96.6%が少人数学級の実現を求めていた。教員の多忙の問題の抜本的な解決に向けた基本的な対応として、学級規模の見直しが迅速に進めることが求められているとの意見がある。なお、山梨県では2025年度から小学校全学年に少人数学級を順次導入すると決定した。

### 教員の長時間労働と勤務時間不明瞭問題
教員は勤務時間の区切りが明らかでは無く、休憩時間の時間把握も労働者自身ができていない。地方教育行政の組織及び運営に関する法律第42条により県費負担教職員については、都道府県の条例で定められるとされる。
しかし「東京都学校職員の勤務時間、休日、休暇等に関する条例」では、週38時間45分の上限のみ規程があり、勤務時間は教育委員会が別に定めるとある。市区町街市立に勤務する教育職員は、東京都では、東京都教育委員会の事務処理の特例に関する条例(平成11年東京都条例第115号）により区市町村の教育長に事務が委任され、更に中野区の例では「中野区教育委員会の権限に属する区立学校職員の勤務時間等に係る事務の委任に関する規則」(平成12年中野区教育委員会規則第21号）により東京都教育委員会が任命する職員の勤務時間等に係る事務及び区立小中学校に関する事務のうち教員勤務時間の割り振りは、中野区の教育長に委任されている。その上で、その教育長の業務は「教育長の権限に属する区立学校職員の勤務時間等に係る事務の一部委任について(通達)」により、最終的に勤務時間の割り振りは校長に委任されている。このため実際の時間帯は公表されておらず、「東京都の執務時間に関する規則」の例のように執務時間帯も外部に明確化されていない。また、長野県でも、1日あたりの勤務時間は校長が定めるとなっている。広島県においては、勤務時間を割り振る権限は任命権者が有しているとしつつも、県立学校に勤務する職員は教育委員会訓令により、勤務時間の割振りは校長が行う。また、市町立学校の県費負担教職員の勤務時間の割振り権者は、本来市町教育委員会であるが、実務上は県立学校の例に準じ市町教育委員会から校長等に委任されている。このため、職員団体から「勤務時間の割振り」についての適法な交渉時には校長等はこれに応ずべき立場にあるとしている。
一方、高等学校に限ってだが、大阪府では、「府立高等学校等の職員の勤務時間、休日、休暇等に関する規則」において、高校の教員について昼勤務は「午前八時三十分から午後五時までの七時間四十五分(休憩時間を除く。)。」と定め、京都府でも「府立の高等学校等の教職員の勤務時間等に関する規則」で昼間勤務について「午前８時30分から午後５時まで」と明記している。
給特法は時間外勤務命令が限定列挙以外を禁ずる法律であるため、労基法自体は教員にも適用される。教育公務員の勤務時間等の勤務条件に係る原則は文科省によると、次のとおり。
休憩時間についても、連合総合生活開発研究所が2016年12月に発表した調査報告では、教員の半数が自分の休憩時間を知らなかった。かつ、休憩時間と給食指導時間が重なっていて事実上取得困難な事例もある。
高松地裁では2025年3月、元高松市立中教諭の男性が合宿時に労働基準法に反する時間外労働があったと認め県に5万円の支払いを命じており、労基法違反での初の賠償責任判決となっている。
なお、千葉県では週休3日を可能とするフレックスタイム制導入に続き、2025年の夏期休暇には県立学校で時差出勤制度を教職員の働き方改革の一環で施行し、結果を検証するとしている。
長野県教育委員会は、働き方改革の推進のため啓発ポスターを2025年製作し、県内公立小中高等学校や特別支援学校に配布する。各校が教職員の勤務時間を記入する欄も設けており書き込みができる。時間外対応ができない旨を啓発している。

### 人材不足（労働者人口減少の影響を含む）、採用試験競争率の低下
現職の教師が前向きに取り組んでいる姿を知らしめ、減少傾向が続く志望者を増やすことを目的として2021年3月末に文部科学省が始めた「#教師のバトン」プロジェクトは、ツイッターで長時間勤務の実態や部活動指導の重い負担を訴える声が溢れ、文科省は2021年4月に訴えを受け止めて働き方改革を加速すると宣言した。しかし「#教師のバトン」には、勤務時間を実際より少なく申告させられているという投稿もあり、文部科学省が上司の許可は不要と説明しているにもかかわらずNHKの取材では管理職から投稿を止められているとの声が複数あると報道されている。また昨年度の公立小学校の教員の採用倍率は過去最低を記録し人材確保が危機だと言われてる。2021年1月、国家公務員制度を担当する河野太郎規制改革相が、霞が関の各府省が長時間労働のサービス残業を常態化していることについて問題視したことから、残業代の適切な支給を閣僚に要請した。2月には適切な国家公務員給与の支給に踏み切った。一方で2021年7月、萩生田光一文科大臣は給特法について様々な意見があることを認め、かつ教員の長時間残業を変えないと志望者が増加しないことも認識し改革を促進させることを口にした。これに対し都内の校長は教員に残業代を支給すれば国の財政負担が莫大なものになることに理解を示しながら、人材確保のためとせめて本給の増加を希望している。
参議院常任委員会調査室・特別調査室の報告書で、文教科学委員会調査室による教員採用選考試験における競争率の低下の分析で、2次ベビーブームへの対応で大量採用された教員の多くが定年退職時期の影響と学校現場に対する「ブラック」なイメージによる忌避が挙げられている。競争率低下に伴い教員の未配置問題や教育の質の低下が懸念され、学校における働き方改革を進め、教員を取り巻く労働環境を向上させることは急務と述べられており、教員の仕事の崇高さ、やりがいといった魅力の発信については多くの教員が過労死レベルを超えて働いている現状の中で精神論だけでは限界があり、処遇改善が不可欠と指摘されている。
ところで、日本育英会が行っていた奨学金制度は小学校・中学校・高等学校の常勤職員になり全額免除に必要な15年の在職期間に達したとき返還特別免除制度により償還免除となっていた。2004年に日本育英会が日本学生支援機構となった際に廃止された。奨学金改革により低所得者層の優秀な学生が教員を目指さなくなる弊害が指摘されていた。山梨県は独自に山梨県内の公立小学校に教諭として一定期間勤務することを条件に、日本学生支援機構から貸与を受けた奨学金の返還の一部を補助している。千葉県及び千葉市でも奨学金の返済を全額肩代わりする制度などを新たに設けたことにより、2024年度の採用試験に問い合わせが殺到し応募期間を延長した。ただし、実際には千葉県の2025年度教員選考は志願者数と倍率ともに過去最低を記録した。
2022年1月公表の文部科学省調査では、全国で教員不足2558人上ることが明らかになった。文科省では教員不足によって「授業が停滞するといった深刻な事態は把握していない」としている が、千葉市では免許保有者に教員を確保するため、勤務実績のある人など延べ1000人に電話を掛けたり、福岡県の小学校では担任が不在となり、教頭が一時期、担任を務めるなどの弊害が発生してる。73歳OBまでフル勤務で穴埋めする現状がある。2022年時点では、都内の小学校でも非常勤講師として82歳の女性を雇用している。この調査結果について、末松信介文部科学大臣（当時）は調査結果について危機をもって受け止め、学校における働き方改革が一番の優先施策であると述べた。
始業式の不足が2558人から2021年5月には臨時的任用教員などの手当で2065人にまで改善したものの、依然不足は2000人を超えその実態も小中の1割前後が臨時教員により学級担任を補填している状況にあり、抜本的解消は遠いため、教師の「働き方改革」が必要と報道されている。
これら教育職員の人材不足には、公立小中学校の教職員給与が小泉純一郎政権の「三位一体の改革」により、2006年度から国の負担率が2分の1から3分の1に引き下げられたことと、財政難により文科省が2004年度から「総額裁量制」を導入し、正規の教職員給与水準を引き下げたりしたことなどが相まって臨時教員が増えていったと指摘する識者もいる。第二次ベビーブーマーのために大量雇用された世代が大領退職し、その後の若手職員が産休育休に入ると臨時教員のニーズが高まるが正規職員雇用増で臨時職員予備軍も減っているとの状況が報道されている。
2022年、日本若者協議会では、当事者である、教員志望の学生を対象にアンケートを実施(回答数211）したが、学生意見として、志望者が減っている理由について、94%の回答者が「長時間労働など過酷な労働環境」を挙げた。次に、「部活顧問など本業以外の業務が多い」が77%、「待遇（給料）が良くない」が67%を挙げている。やりがい搾取、部活動の外部化の声もあった。
愛知県総合教育センターが行った、愛知県内にある六つの大学で教職課程を履修する学生を中心にした令和3年度にアンケート結果では、教員を目指すことを辞めた理由について、教育実習が大変だったから（実施者のみ，ｎ＝9）44.4％ 、他にやりたい仕事が見つかったから41.9％に続き、休日出勤や長時間労働のイメージがあるから32.6％が挙げられている。教職自体または教職を取り巻く環境の何が変われば，あなたは教職により魅力を感じますかの項目(n=440）には、仕事81名に続き、部活動・部活を71名が回答している。
2023年7月、教職大学院の学生を非常勤講師とするように推奨する通知を、教職大学を置く各国私立大学長宛に文科省が発出した。「教員不足の中、教職大学院には、学生が学びを深めると同時に、学校現場の戦力になることも考えてほしい。」との文部科学省の意向による。この施策については、ジャーナリスト前屋毅は教員不足の対応に大学院生までも動員、もはや「戦時体制」なのかと表現している。
以上の経過などからうかがわれるところとして、長時間労働などの教員の労働環境が、教員の慢性的な不足の主な原因の１つとなり、教員の不足が労働環境のさらなる悪化をもたらす、という悪循環が生じている以上、教員の労働環境改善で、この悪循環を断つことが急務の課題であるところまでは基本的なコンセンサスがあるといえるが、他方で、教員の「定数の増」が、その処方箋であるとの主張は、課題と解決策が、かみ合っていない可能性がある。現状は、（教員の質を維持しつつ）既存の定数を埋めることさえ困難なほどに教員志望者が低迷している状況にあり、これ以上に定数という「器」の側を増やしたとして、実際の働き手という「中身」については、空白数の増加、あるいは、質を伴わない数合わせ、という事態を招くだけであるなどの指摘に対し、説得的な反論ができず、政策論議は堂々巡りとなっている。さらには、少人数学級など、それ自体は教育の質向上策として一定の合理性がありつつも、いわば教員の供給量に依存した政策、つまり、教員数のさらなる増を要する施策を推進することで、教育行政が教員不足（教員需要を制度的に増やすことでの相対的不足）に自ら拍車をかけている旨の批評もある。
教育分野に限ったことではない一般論として、定員・定数という「器」を増やせば、それを埋める「働き手」の数はついてくるはず、というのは、人口増大期にのみ暗黙の前提とすることが許された政策思考である。そもそもの労働者人口自体が、減少の一途をたどる中で、教員・教育の質を確保しつつ、その職場環境を改善しようとするにあたっては、その処方箋を量的な供給増に求めるのは限界があることを受け入れた上で、教員が真に負い続けるべき役割や業務効率性の抜本的見直しなど、従来型の教員理想像を所与の前提とせず、働き方の本態に一層立ち入っていくほかないと考えられる。
大学においても、2016年度予算編成より教職員数削減予算が計上され、国立大教育学部つぶしが始まったとの指摘がある。また、教育学部の志願者数が約10年で激減し、志願者の減少率は募集人員減少率を上回っている。また、なかでも内田良の研究によると、受験者の女性割合が特に減少がつづいており、女子学生が教職離れをしているとの分析がある。
一方で、同じく応募人数が減少傾向にある国家公務員については、人事院がフレックスタイム制を活用した土日以外に休みを取り、「週休3日」の働き方を可能とするよう内閣と国会に令和7年4月1日から施行するよう勧告した。また地方公務員についても人手不足の観点から、総務省は地方公務員制度のあり方を議論する有識者検討会を設置し、週休3日制の拡充も含めた施策について検討し2026年3月までに最終報告をまとめる予定となっている。
2024年6月、鳥取県が去年実施した教員採用試験では合格した人の半数以上が採用を辞退したことが報道された。

### 日本の教員が背負い過ぎているとの指摘がある業務の存在

#### 部活動指導
部活動に関して、内田良らが行った2017年の全国の中学校教員に対する質問調査では、平日平均12時間を超え、9割以上が月1度以上休日出勤し、また休日出勤者の77%が週一度以上恒常的な休日出勤をしていた。部活顧問は9割以上の職員が就いており、どの職域でも週10時間程度は部活の立ち合いをしているが、教員の半数は次年度は顧問をしたくないと回答しており、顧問の部活を自分が未経験な場合もストレスを増加させている。そもそも学習指導要領では部活動は教育過程外であり、生徒の自主的、自発的活動と位置づけられている。しかしコロナ禍前では多くの教員が、1年間の全部の教科の授業時間数の1コマ50分の1,015時数より多くの時間を部活動にさいてきたと指摘されている。
一方で、部活動は「学校教育の一環として、教育課程との関連が図られるよう留意する」ことが新学習指導要領に定められている。運動部活動は、顧問の教員の積極的な取組に支えられるところが大きいが、学校教育の一環としてその管理の下に行われるものであることから、各活動の運営、指導が顧問の教員に任せきりとならないようにすることが必要であり、校長のリーダーシップのもと、教員の負担軽減の観点にも配慮しつつ、学校組織全体で対応すべきである指針が示されている。
1955年の部活活動日数は中学で男子3.8日、女子3.7日で高校が男子4.8日、女子4.2日だったが2001年調査では男女で中学5.5日、高校で5.6日と増加した。生徒自身も負担に感じており2001年調査では中学で20.9%、高校で22.6%が休日が少ないと回答している。教員の責任が問われることもあり、熊本市立中学の1970年7月の柔道部での半身不随事故では顧問と校長、熊本市が注意義務違反で敗訴した。これにより特に熊本県で部活が学校から社会体育化へと移行が推し進められたが、1978年に日本学校安全会の災害共済給付制度が改善されたことにより地域クラブ活動の保証が及ばないことで再度全国的に部活が学校へ回帰した経緯がある。また1989年の学習指導要領で部活動参加を以って必修クラブ活動の履修を認める「部活代替措置」が認められたが、学校5日制の実施で授業数確保を苦慮した現場では必修クラブを授業時間からなくし、代わりに生徒の部活動を義務付けた。埼玉県では98.8%が部活代替措置を行った。しかし1999年の学習指導要領で必修クラブ活動が廃止されたため部活代替措置の前提が崩れ、運動部活動の従事が半ば公務と見做される根拠も失われた。しかし一方で東京都教育委員会では2006年に都立学校の部活動を教育課程内に含めるよう制度変更しているなど部活動の位置づけは変遷している。
2014年、福岡県の公立中学校に勤務する体育教諭は、長時間化する「ブラック部活」に異を唱え、教員仲間6人で「部活問題対策プロジェクト」を立ち上げ、顧問強制や採用試験で部活顧問の可否を質問すること、生徒の加入強制に反対する署名活動を行い、6万以上の署名を集めた。顧問の強制などの部活動問題の改善を専門に訴える組合「愛知部活動問題レジスタンス（ＩＲＩＳ）」が2021年11月に設立されている。
なお、スポーツ庁の有識者会議が発表した「運動部活動の地域移行に関する検討会議提言」で、教員の負担を軽減するために全国中学校体育大会の見直しが求められているが、早稲田大学教授 中澤篤史は、当大会を主催する中学校体育連盟は「大規模大会を抑制し、全国大会の開催を食い止めるために作られた組織」だったとの論文を発表している。
共同通信調査によると、法令で部活による時間外勤務を認めていないため、23府県では土日部活動で練習試合で生徒を引率した教員に対し旅費を支給していない。
一方で2020年10月、経済産業省は、少子化による学校単位でのクラブ存続難と教員の働き方改革の必要性の高まり、ボランティア主体による指導の質のバラツキによる弊害により、学校部活動から持続可能なスポーツクラブ産業への移行を探る「地域×スポーツクラブ産業研究会」を発足させた。
部活によって私生活がなく、夫が家庭を顧みない状況を「部活未亡人」、それにより起こる離婚を「部活離婚」、結婚に至る私生活を送る時間もない「部活未婚」という言葉もある。しかし部活に奉仕しようとも、平日及び土日も4時間未満は無手当であり、福井県での土日部活動手当は4時間を超えた時間無制限に対し、一律3600円が支給されるのみとなっている。AERAの部活動顧問に関するアンケート調査では、教員の77％が負担が大きく私生活が犠牲と回答している。部活顧問の仕事によりペートナー探しの機会がないとの声があり、部活により人生が奪われるとの意見がある。
部活顧問になった教員からは、通常の部活でも生徒指導・保護者対応、他校連絡調整、登録などの事務作業、練習場所調整等が発生し、そのほか地区大会の役員・県大会の役員になった場合には自校生徒が出ない場合には手当は無いうえ大会の企画、運営、審判の業務が降りかかり、更に保護者の苦情まで対応することが述べられている。また上位大会に出場する場合に宿泊場所や移動手段、直前練習場所の確保、土日引率発生、自習手配で疲弊するとの実態がある。
2016年12月公表の公益財団法人連合総合生活開発研究所による「日本における教職員の働き方・労働時間の実態に関する研究委員会報告書」では、小中学校教諭は家族と食事をとる割合がいずれも、「必ず毎日とる」「だいたい毎日とる」の割合が民間企業労働者を下回り、特に中学校教諭について、相対的に部活動顧問の退勤時刻が遅いことが影響し中学校の一部の教諭は、家族と夕食をとることができないと考察されている。
名古屋大学大学院教育発達科学研究科・准教授内田良は学校事故において、ハンマー投げ死亡事故や、競技未経験者が部活顧問を行う問題事案として山岳が「向いていない」と自覚しつつもしていた部活動で教員(29)自らも事故死した那須雪崩事故、時には交通事故も起こる部活遠征でのマイクロバス運転の送迎活動の問題を挙げ、生徒や教員の犠牲のうえに成り立部活の「無理矢理のパッケージ」による弊害だと言及している。公立学校では少額の休日手当以外無償奉仕であるが、ハンマー投げでは顧問教諭2名が書類送検され、那須雪崩事故では男性教諭3人を業務上過失致死傷容疑書類送検された うえ、遺族との民事調停では県が3教諭に賠償を求償する意見書が出されている など顧問に重大な責任が課されている。なお同事件では、県と県高校体育連盟は2023年6月、計約2億9千万円の賠償の宇都宮地裁判決が確定し、県は現職教員に求償しない考えを明らかにした。
文部科学省は休日に教員が部活動の指導に関わる必要がない仕組みを整備する改革案をまとめ、今後、各地域にある拠点校で実践しながら研究を進め、2023年度から段階的に実施する予定となった。
一方、千代田区立麹町中学校で校長であった工藤勇一は、校長として就任した私立学校である横浜創英中学校・高等学校で部活動を含めた教員の働き方改革を進め、土曜日の授業や部活を前提として、平日午後の部活は勤務時間に組み込みを行い、日曜に部活で出勤の場合は必ず代休を取得を行った。教員は全員出勤日以外はシフト制として完全週休2日制を徹底した。勤務終了時間は16時30分で残業が労基法を超えないよう勤怠管理のシステムも導入している。
2017年スポーツ庁の調査では、公立中学校の運動部活動において、顧問を担当する教員の96％、生徒の59％が部活動に関して何らかの悩みを抱えている上京が明らかになっている。教員の半数が心身の疲労を訴えており、生徒も2割が日数や時間が長いと負担感を覚えている。
2024年6月、日本中学校体育連盟は中学生の全国大会全国中学校体育大会について、3年後に水泳やハンドボール、体操、新体操、ソフトボール男子、相撲、スキー、スケート、アイスホッケーといった一部競技を取りやめることを発表した。少子化による生徒数の減少や夏の大会の暑さ対策、運営の教員の負担などの課題を踏まえて将来の大会のあり方を検討してきた。中体連は2021年度から専門委員会で改革案を検討しており、2024年6月に東京都内で開いた理事会で承認された。運営や協賛金集め、酷暑対策に追われる教員の負担を検討したと報道されている。一方、盛山文部科学大臣は全中連に対し関係者と丁寧な議論を行うよう要請したという。
2024年11月、熊本市の市立中学校の部活動について、民間団体などに委ねる「地域移行」はせず学校内で継続すると公表した。
日本教職員組合（日教組）の働き方改革に関する意識調査では、回答1万1844人中、休日の部活動に「関わりたい」とする割合が約1割程度に留まり、関わりたくないが中学校では46％、高校で44％にのぼった。
神戸市は生徒数減で部活が廃部になり選択肢が減少しているなどを理由に、中学校部活動を2026年8月末で終了させ地域移行を行う方針を公表した。

#### 教師の費用自己負担問題
未納の修学旅行費を担任が肩代わり、家庭訪問の駐車場代などの事例も聞かれ、教材費などを自己負担する「自腹」の経験があるという人が7割以上との調査結果があり、授業の費用に年間百万円、生涯通算2500万円の例も見られている。部活動遠征のためにワンボックスカーを購入した事例さえ見受けられたという。多忙さ故に「時間をお金で買っている」という感覚があるのでは、と『隠れ教育費』を出版した千葉工業大学工学部教育センター 准教授の福嶋尚子は取材で答え、また修学旅行や制服は絶対に必要なのかなどそもそもの目的や計画見直しで負担が軽減されると指摘している。
PTA会費の強制徴収を不服として、教員が返還訴訟を起こした事案もある。またドイツでは教員との面会時間も決められており、プライベートな時間に電話連絡することはできないと識者は語っている。

#### 学校外の対応
学校の下校時に地域で騒いだ、迷惑行為をした、友人宅でトラブルがあったなど本来学校管理下ではない子供の行動についても、慣習的に謝りに行くのは教師であり、社会の構成員
が子供の広範な管理を学校に求めようとする社会を、「学校依存社会」と呼ぶことを内田良は提唱している。学校には時に学校とは無関係であるはずの公園の管理の苦情が持ち込まれたり、学校のプリント以外にも公民館、図書館、教育委員会関係、NPOなどから日々送られてくる営利目的外の大量の配布物を仕分け・配布、及び集金、特別な配慮が必要な子どもの保護者への対応、各種報告書の作成、保護者からの連絡が放課後対応として存在しているため教職員の多忙化に拍車がかかっている。保護者から自宅に帰った兄弟のけんかの仲裁のため自宅に赴くよう求められたり、店からは万引きした子供の引き取りを依頼されるなど、教員が自分たちをコンビニだと揶揄する事態となっている。
東京都墨田区では学校における働き方改革の一環として、全学校に時間外の留守番電話を導入し、時間外で緊急時の場合は、区役所宿直に連絡するようにとしている。また、同区では保護者の負担軽減や教職員の働き方改革のため、小中学校の出欠席を保護者のスマートフォンやＰＣから連絡できるシステムを導入した。
2019年に文部科学大臣も、教員の多忙化緩和のため、様々な広報周知や窓口が学校対応となっている現状から、各種広報周知や配布や、作文・絵画コンクール等について学校単位での応募や学校による審査や取りまとめを要件としないことまた、学校経由での子供への周知を求めないようにすることなどを各種関係者や団体に求めている。
子ども間のSNSトラブルの解決を学校に求め、かつトラブルが起こるのは学校が要因だと考える保護者がいるため、夜8時に話し合い時間を指定されて疲弊する教員の声に賛同が寄せられている。
学校の教員が正月飾りの正月飾りなどをお焚き上げや、サマーキャンプ・登下校の安全指導・防犯教室などを地域に委託して改革を進めた自治体もある。教職員からは、他にも不登校児の入浴支援、校内ペンキ塗り、地域夏祭りの深夜までのパトロールなどを担わされている実態が報道されている。

### 給特法の影響

#### 給特法
教職員の長時間労働を助長してきた制度的な原因には、昭和41年度間の教職員の勤務状況の実態調査に基づいて規定された 昭和46年制定の「公立の義務教育諸学校等の教育職員の給与等に関する特別措置法」（給特法）で時間外労働が「自主的な活動」とされている点が指摘されている。この法に基づき公立学校の教員には、時間外勤務手当及び休日給が支給されない代わりに、給料月額の4%に相当する教職調整額が支給されている。後述のように国立学校は法人化した際に適用除外となり、私立では元々適用対象外である。しかしながら慣例として教員調整額相当を支給し残業代不払いがあり、労働基準法違反により摘発されている。

#### 教職調整額
元々、同法は国立学校教員を対象として、俸給月額の4％に相当する額の教職調整額を支給することが旧第3条で定められており、文部省が人事院と協議して定める場合に勤務時間外の例外ができるものとされていた。このため当時は4項目に加え、学生の教育実習指導の実務が存在していた。また、1974年2月制定の「学校教育の水準の維持向上のための義務教育諸学校の教育職員の人材確保に関する特別措置法」（人確法）で人事院が国会及び内閣に対して国家公務員である教職員給与について必要な勧告を求めることとされていることで、人事院勧告により国立学校教員給与が引き上げられていた。一方、公立学校教員は旧教育公務員法特例法第25条の5による国立学校準拠制に従い、その準拠により公立学校教員に波及する方法が採られた。しかしながら2004年に国立大学が法人化されることにより準拠の根拠が消失することとなった。これにより、給特法の名称は「公立の」と冠せられ、本来国立大学教員を対象にしていた4％調整額の根拠について、4％は参照基準となり具体的支給率が自治体条例によることと改正されていった。さらに、ストライキ権の代替である人事院勧告が国立学校準拠制の廃止により無くなったことで、各自治体の全国組織の全国人事委員会連合会は、人事院の外郭団体の一般財団法人日本行政人事研究所に教員のモデル給料法を作成させることで代替措置が諮られている。前埼玉大学教育学部准教授　高橋哲は、同手法を「外注」状態と位置づけ、勤労者の労働基本権の憲法第28条問題に発展しうる争点と指摘している。
義務教育諸学校等の教育職員の給与等に関する特別措置の教職調整額については、各自治体の条例で定める。東京都においては「義務教育諸学校等の教育職員の給与等に関する特別措置に関する条例」で規定され、「給料月額の百分の四に相当する額の範囲内において人事委員会の承認を得て教育委員会規則で定める額」とする。仮に教職調整額を廃止し残業代を支給した場合、平成28年度調査時点で国庫負担金で3,000億円、地方負担分も含めると9,000億円が必要とされる。実質、教員1人あたり毎月10万円程度の残業未払との指摘がある。

#### 給特法制定経緯と現在への影響
戦後に労働法関連の諸法規が制定された際に教師も労働者の一員として基本的には労働基準法が適用されることになり、8時間労働制を定める労基法32条、時間外労働の手続や残業手当について定める36,37 条も適用され残業に対しては手当が支払われるべきものとされたことが影響している。当時国の指導にもかかわらず現実には残業手当が支払われなかったことが起こり、残業手当請求訴訟が繰り返し提起され、判決は法律の規定に従って手当の支払いを命じた。これに対応し、文部省は教師の勤務状況を調査し残業の実態を把握し、平均的時間数（月間8時間程度）に見合うものとして｢教職調整額｣を基本給の4%とし、当時としては平均的な残業分の手当てが含まれた。この法令を研究した萬井隆令は、現代の状況を指し、教師に精神障害が多発しているが、長時間労働も一因と考えられるとの意見がある。

#### 給特法の適用範囲
また、給特法とは関係なく労働基準法が適用となるはずの私立学校教員も、その多くで残業代が払われていないとの指摘もある。
ただし現状でも公立学校教員の勤務時間その他の勤務条件は、一部の規定を除き、労働基準法が適用される。具体的には勤務時間は給与負担者である各都道府県及び政令市の条例等によって定められる。労基法第32条は教員にも適用され、使用者は、労働者に、休憩時間を除き1週間について40時間を超えて、労働させてはならない。使用者は、1週間の各日については、労働者に、休憩時間を除き1日について8時間を超えて、労働させてはならない。また、条例・規則においては、特別の必要がある場合について、「週休日」に勤務を要する日として勤務を命じ、土曜日及び日曜日以外の勤務日を週休日に振替えを行うことができるよう規定されている。なお、労働基準監督機関としての役割については、人事委員会又はその委任を受けた人事委員会の委員（人事委員会を置かない地方公共団体においては、地方公共団体の長）が担っている。このため、職員は各地方自治体の人事委員会に対し、勤務条件についての措置要求を行うことができる。
1971年（昭和46年）制定の「給特法」では、公立学校の教育職員に時間外勤務を命じるには、次の超勤4項目に該当する場合のみ公務のために臨時の必要がある場合とし、健康及び福祉を害しないように考慮しなければならないとされており、それ以外は労働基準法36条協定を必要とする。「超勤4項目」とは次に該当するもので、「公立の義務教育諸学校等の教育職員を正規の勤務時間を超えて勤務させる場合等の基準を定める政令」で定められている。
2019年4月からの労基法改正により、時間外勤務をする場合には上限規制の前提となる36協定締結への対応が各事業所で求められることとなり、地方自治体でも協定が必要となる。なお、日本労働組合総連合会2019年調査では「会社が残業を命じるためには、36協定の締結が必要」の認知率は55%であり改正労基法の4月施行後も課題残り、「勤め先で 36 協定が締結されている」59%に留まるとしている。
「超勤４項目」以外の自主的・自発的な勤務も含め、外形的に把握することができる在校時間、校外での勤務を合わせた時間を「在校等時間」として、1か月の在校等時間について超過勤務45時間以内、1年間の在校等時間について超過勤務360時間以内と文部科学省はガイドラインで定めている。
一方で、昭和23年3月施行の政府職員の俸給等に関する法律に教員はその勤務の特殊性から、一応1週48時間以上勤務するものとして一般公務員より有利に切り替えられ、また同年5月には政府職員の新給与実施に関する法律制定され、ここでは調整号俸という形で一定の基礎号俸の上に1,2号俸を積み上げている。ここで超過勤務は支給されないこととなった。
なお、公立学校教員の給与は、市町村立学校職員給与負担法により都道府県が負担し、その半額は国庫が負担となっている。ただし兵庫県明石市では小学校1年生の教員国基準1クラス35人を、市独自基準で人件費を負担して30人学級にしているところもある。更に、昭和49年施行となっている学校教育の水準の維持向上のための義務教育諸学校の教育職員の人材確保に関する特別措置法では、一般公務員より教員の給与を優遇する措置が取られてきた経緯がある。しかし現職の教員からは、人材確保法で25%引き上げられた優遇措置も不況による教員への風当たりによって経費削減が行われた結果、文部科学省資料では一般行政職と比較して2021年現在では2%程度高い程度で、それに4%が加わる現状との見解が示されている。

2024年5月、「「令和の日本型学校教育」を担う質の高い教師の確保のための環境整備に関する総合的な方策について」が文部科学省の中央教育審議会初等中等教育分科会質の高い教師の確保特別部会でとりまとめられた。その補足資料QAにおいて、給特法を廃止しないと教員の長時間労働は変わらないのではないかとの問いに対し、中央教育審議会「審議のまとめ」の考えでは、給特法とは超勤4項目以外の時間外勤務を命じない仕組みのため、「教員の健康を守り、時間外勤務を抑制することを目的とした法制度」となっているとの認識を明らかにしている。
過労とパワハラにより2019年教室で首をつった新任教員（享年24歳）の遺族の弁護士は、通常遺族の補償には未払い残業賃金が含まれて平均給与が算定されるが教員は給特法があるため、未払い残業そのものがないとの低額な算定になり死後も他の公務員との差別が続くことに唖然としたことを語っている。

#### 給特法改正と変形労働時間制の導入
文部科学省は2019年6月、公立小中高校の教員が夏休み中に休日をまとめ取りできるよう、学校の夏季休暇中の業務を減らす指針を出した。なお、2019年の給特法改正参院附帯決議では「2、3年後を目途に教育職員の勤務実態調査を行った上で、本法その他の関係諸法令の規定について抜本的な見直しに向けた検討を加え、その結果に基づき所要の措置を講ずること」（12項）とされている。
2020年12月、給特法が改正され、公立学校教員の勤務時間を年単位で調整する「変形労働時間制」が導入され、自治体の判断により2021年度から、変形労働時間制を活用した「休日まとめ取り」が可能となる。
しかし、2020年4月からの新型コロナウイルス感染症対策として全国で小中学校の休校が相次ぎ、その代償として学習指導要領のカリキュラムを履行するため、夏休みを返上を表明している自治体も出ていると報道されている。このような場合、夏休みに休日まとめどりを行うことが不可能となって来る。都道府県で条例を制定し21年度から導入することが可能だが、地方議会において反対の動きが出ていると報道されている。
2020年12月現在、教職員の勤務時間をタイムカードなど客観的な方法で把握している教育委員会が、都道府県は9割を超えた。教職員の「変形労働時間制」条例の制定は今年度中に予定としたのは12道県で、指定市はゼロと報道されている。ただし、コロナ禍による休校の影響で教職員の残業は減少傾向にあった。
学校行事の中止や延期、部活動の自粛によって減った残業は、しかしその後夏休みの短縮と教員による消毒作業などにより再び増加傾向に転じた。
精神疾患による休職者数・割合は2009年度のピーク後は減少傾向にあったが近年再び増加傾向に転じ、2019年度は全教育教員に占める割合は2009年度と同じ0.59%だが数は5478人と上った。その後の2020年度のコロナ禍への対応による残業悪化の影響が懸念されている。なお、2005年時点でも病気休職者中で精神疾患休職者の割合は、文部科学省の調査によると、1980年代は20～30%に止まっていたが、2005年調査では56.4%に至ることが問題視され、大規模な健康調査を行った財団法人労働科学研究所酒井一博は、労働基準法の規定どおりの勤務時間にすることと、安全衛生活動を実践することなどを提言していた。
残業時間の正確な把握については、超過勤務手当が4項目しか出ないため把握する必要性がないことから長年、ほとんどの学校で勤務時間の正確な把握は行われてこず、把握に努めだした2020年現在でも過少申告や虚偽申告が横行し、ICカードやタイムカード等による勤務時間での把握は都道府県（おもに県立高校や県立特別支援学校等）では66.0%、市区町村（おもに小中学校）では47.4%にとどまっている。日中も多忙であり、教員の1日の休息時間は小学校で平均で6分ほど、中学校で平均8分と報道されている。
2021年11月の内田良らの研究では、教員900人余りへの調査で6人に1人にあたる17％が勤務時間を「過少申告」するよう書き換えを求められていたことが報告された。また2022年末松文部科学大臣は、校長が勤務時間で虚偽の記録を残すよう指示した場合、信用失墜行為として懲戒処分の対象ともなり得ると記者会見で発言した。
一方、給特法改正に伴い、教育公務員特例法（教特法）第22条第2項に基づく研修（職専免研修）について文科省は「自宅研修」との名称を用いている場合には当研修が、あたかも自宅で行うことを通例や原則とするかのような誤解が生じないよう名称を改めることを通知している。また併せて自宅での休養や自己の用務等の研修の実態を伴わないものはもとより、職務とは全く関係のないようなものや職務への反映が認められないもの等，その内容・実施態様からして不適当と考えられるものについて承認しないよう指示ししている。これを受け、東京都では自宅研修については、令和元年度末で廃止した。
ただし、諸外国と比較した際には2007年文部化学賞省調査報告において、イギリス、スウェーデンでは長期休業中に教職員給与は支給されるものの、アメリカでは教員の契約期間が9-10ヶ月であるため夏期休業期間中は契約期間外となるため給与は支払われないと長期休業中の給与扱いは異なる。

#### 2025年給特法改正と付帯決議
2025年に給特法が改正され、その際に21項目の付帯決議がなされた。

### 関係者の見解

#### 自由民主党の見解
2023年5月、萩生田光一政務調査会長を院長とする自民党の令和の教育人材確保に関する特命委員会では、学校の働き方改革の更なる加速化、教職員調整額10％以上に増額とし、児童生徒減少による予算減少を超える予算の大胆な拡充などを内容とした「令和の教育人材確保実現プラン（提言）～高度専門職である教師に志ある優れた人材を確保するために～」をとりまとめた。

#### 文部科学省の見解
平成29年4月、文部科学省は、「教員勤務実態調査（平成28年度）の集計（速報値）について」を公表したが、小学校教諭の約3割、中学校教諭の約6割は、1週間当たりの勤務時間が、厚生労働省が過労死の労災認定基準として定める「1か月当たり80 時間以上の時間外労働」に相当する60時間以上に上っていることが明らかになった。増加主要因は、若手教師の増加、総授業時間数の増加、中学校における部活動指導時間の増加と分析されている。このほか、政府の過労死等の防止のための対策に関する大綱では自動車運転従事者、IT産業、外食産業、医療に並び教職員が重点業種として指定されている現状がある。
これらのことから、平成29年6月閣議決定の「経済財政運営と改革の基本方針2017」（骨太の方針）では、教員の適正な勤務時間管理の実施や業務の効率化などに触れ、長時間勤務の状況を早急に是正することとし、年末までに緊急対策を取りまとめるとした。
2023年の大臣からの諮問を受け審議を重ねてきた中央教育審議会質の高い教師の確保特別部会は、2024年5月13日に貞広部会長が「「令和の日本型学校教育」を担う質の高い教師の確保のための環境整備に関する総合的な方策について（審議のまとめ）」を盛山文部科学大臣に提出したが、NHKは「教員給与 半世紀ぶり引き上げ方針 “定額働かせ放題”は…」と報じた。これに対し、日本放送協会メディア総局長あてに文部科学省初等中等教育局長　矢野和彦は2024年5月17日付けで「「令和の日本型学校教育」を担う質の高い教師の確保のための環境整備に関する総合的な方策について（審議のまとめ）に関する令和6年5月13日の貴放送協会の報道について」として、一部の方々が用いる“定額働かせ放題”という表現が教育界で定着している誤解を与えかねないとして抗議文を発出した。一方、同年3月に約70万筆の「学校の大ピンチ」を救う方策を求める署名を出した日本教職員組合も、教員のいのちと健康を守るため「定額働かせ放題」の「給特法」を廃止・抜本的に見直してくださいと表記し、要望趣旨に掲げている。
吉良佳子参議院議員は2024年5月の参院文教科学委員会において、本件について質問したところ矢野和彦初等中等教育局長は「定額働かせ放題」とは高度プロフェッショナル制度を利用した制度を示しているため給特法での適用が「誤り」と答弁した。また、今後の工程等については、中教審で検討されるものであると盛山正仁大臣は会見で回答した。なお、同氏はNHKでの抗議は「圧力」ではなく要請との認識との見解と示した。また今回の提言についてパブリックコメントを実施し広く意見を聞く方針を明らかにした。
上記文科省の動きに対し、東京新聞はNHKの報道に限らず「定額働かせ放題」の表現が使用されてきたことを指摘し「文部科学省の逆ギレ抗議」と評し、全日本教職員組合も本件を報道介入でありその抗議の撤回を求める文科相宛ての文書を出したことを報じた。同取材では文科省初等中等教育局財務課の鈴木文孝企画官は、NHKが教職調整額が導入の経緯や背景を報じなかったことを指摘し公平公正な報道をお願いしたと回答した。なお文部科学省HPによると、給特法成立の経緯は、昭和32年当時、教員給与の有利性が必ずしも明確でなくなったことと、超過勤務手当を求める全国での訴訟が相次いだことによりこれらの解決のため、昭和46年の給特法制定に至ったと説明している。

#### 日本労働弁護団の見解
日本労働弁護団常任幹事の嶋崎量弁護士は、局長国会答弁を受けて給特法との比較で持ち出された高度プロフェッショナル制度について、同制度が高所得、労働者の同意が必要、労使委員会の決議、限定業務であると挙げてそれと比較して、給特法が圧倒的に「定額働かせ放題」を生み出す法令であると明言した。また同会では、本部会の委員に当事者である教職員労働組合の代表者がおらず、現状の給特法の枠組みを維持しては教員の長時間労働を是正できないと声明を出している。

#### 労働組合の見解
- 全国労働組合総連合は、今回の提言について、教職員の長時間労働を何ら改善させるものではなく、いっそうの長時間労働、さらなる負担増、職場における共同の破棄につながるものとして厳しく抗議しており、給特法の抜本的改正と、大幅増員で子どもたちの豊かな成長につながる教育環境整備を政府・文科省に強く求めている[272]。
- 日本教職員組合は、提言を受けて、実効性ある学校の働き方改革、教員の長時間労働是正策は、業務を減らすこと、人を増やすことしかありえず、給特法は廃止もしくは抜本的に見直すべきとしている[273]。
- 全日本教職員組合は、長時間労働に歯止めをかけるためには、時間外勤務に対する手当を支給できるように給特法を抜本的に改正することが必要とし、「まとめ」では、教職員の長時間過密労働は解消できず、教職員未配置は解消できないとしている[274]。あわせて、 文科省のNHKへの抗議は権力による報道への介入であり撤回すべきと抗議した[275]。
- 全日本教職員連盟は、給特法の枠組を維持したうえでの教職調整額の引上げを強く望み、今回のまとめについて全日教連の長年の要望と評価した[276]。

#### 識者・当事者の見解
- 文部科学省中央教育審議会初等中等教育分科会学校における働き方改革特別部会委員の妹尾昌俊[277]は、上記まとめに帯する文科省のNHKに対する抗議文の報道について、文部科学省への学校現場と教員からの反発が広がっていると見解から、結果として教育予算が減り、改革指示が多くなるだけという悪影響を懸念している[278]。
- 文部科学省中央教育審議会委員を務めた日本大学教授末冨芳は、今回のまとめを働き方改革を加速し、教師の処遇を改善すると評価した。また給特法廃止された場合の最悪シナリオとして、給与水準を引き下げて残業代を支給する地方自治体が多く出ることがあるだろうと推測している。給特法改正をめぐって紛糾する教育の政策共同体を見て、ほくそえんでいるのは財務省との意見を表明した[279]。
- 立教大学特任教授の上林陽治は、2019年給特法改正に寄せて、教職員給与の優遇性について分析した。給特法の影響で2016年度試算では、中学校76万円、小学校54万円が不払い労働とした。また高度成長期を通じ給与水準の官民格差から教員優秀な人材を確保するために、人確法を制定したが、2000年代の教職員給与引き下げ圧力により、教員給与の優遇性は解消したことを明らかにした。2015年地方公務員では残業代最低でも6％、最高で10％との比較で、教職員はむしろ給特法による教職調整額4％で「低遇」であるとした。しかし教員の過労死レベルの長時間労働の放置については、教職調整額の直接影響ではなく、労働基準法等に規定される労働時間規制を適用除外にしているためと指摘している[280]。
- 立教大学教授の中原淳は、答申素案について、月給の上乗せ分を引き上げで長時間労働が改善するわけではなく、本来は給特法を大幅に見直して労働時間を管理して超えた分の払いが重要と指摘している[281][282]。
- 日本労働弁護団常任幹事の嶋崎量弁護士は、2024年6月に給特法を廃止したらかえって状況が悪化する心配の声に対し、教員の給与引き下げが起きる懸念については人材確保法により教員の給与を一般の公務員より優遇する法体制のため当てはまらず、労基法適用により36協定締結により長時間労働抑止力が働くと発言し、これらは残業代という金銭問題ではなく、命と健康の問題であると言及している[283]。
- 岐阜県立高校教員の西村祐二（斉藤ひでみ）は、中堅層の教員を想定した「新しい職」について東京都で2009年から導入されている「主任教諭」制度を例として、多忙化か薄給の2択ではないかと懸念を表明している[284]。

#### 全国知事会の見解
全国知事会、全国市長会、全国町村会として、更なる学校における働き方改革の推進や指導・運営体制の充実が不可欠としている。早期に
法改正を含めて、教師の処遇の抜本的な改善策を講じることを要請している。あわせて職責・負担に応じたメリハリある処遇改善を求めている。

#### 政府見解
閣議決定された「経=財政運営と改革の基本方針2023　加速する新しい資本主義～未来への投資の拡大と構造的賃上げの実現～」では2024年度から3年間を集中改革期間した上で、2024年度中の給特法改正案の国会提出を検討すると記述している。

#### 財務省の見解
財務省の財政制度等審議会は2024年5月、これからの財政運営に関する建議をまとめ報告した。人口減少下での教員の処遇の見直しの項では、「働き方改革」・「デジタル化」・「外部人材の有効活用」等により、教職業務の効率化を徹底するべきと言及し、また教職調整額を含む教員に特有の手当等を合わせると平均した教員は残業18時間分の手当（給料の9％相当）が既に支給されていると算定しており、例えば主任手当の増額などで対応するなどすべきで一律に給与水準を引き上げに反対した。処遇改善費は文科省内での予算で費用捻出すべきとしている。
2024年の予算編成で「教職調整額」について文科省と財務省の見解が対立した。「教職調整額」の大幅引き上げを要望している文科省に対し、財務省が業務時間の縮減を条件に段階的に増やすという異例とも言える「独自案」の提案を行った。

### TALIS調査

#### 第二回TALIS(2013)
2013年、OECDによる第二回国際教員指導環境調査(TALIS:Teaching and Learning International Survey)に日本は初めて参加した。参加国は34か国で、ドイツ、中国、台湾、ロシア、インド、インドネシア、スイス、サウジアラビア、トルコ、アフリカ諸国などは参加していない。
TALIS(2013)では全般的に、参加国と比べて日本は、授業時間が短く、会議・事務時間・課外活動など学業教育以外の時間が長く、また有資格教員や特別支援能力・職業教育を行う教員が不足していた。
- 1週間あたり平均勤務時間の合計は参加国平均38.3時間であったのに対して、日本は53.9時間で参加国最長であり、日本に続いてカナダのアルバータ州（地域参加）が48.2時間、シンガポールが47.6 時間、イングランドが45.9時間で、参加国最短はイタリアの29.4時間だった[27]。
- 授業時間は参加国平均19.3時間であったのに対して、日本は17.7時間と短かった（アメリカ参考データでは26.8時間、アルバータ州26.4時間、フィンランド20.6時間）[27]。
- 職員会議（学内での同僚との共同作業や話し合い）は参加国平均2.9時間であったのに対して、日本は3.9時間、学校運営に関する時間も参加国平均1.6時間であったのに対して日本は3時間で、書類作成など事務時間も参加国平均2.9時間であったのに対して日本は5.5時間と、課外活動（部活動など）も参加国平均2.1時間であったのに対して日本は7.7時間で、それぞれ参加国最長だった[27]。
- 労働環境以外では、女性教員の割合が参加国平均68%であるのに対して日本は39%にとどまった。
- 平均教員数は参加国平均45人に対して日本は24人にとどまった。
- 学級あたり生徒数は参加国平均24人に対して日本は31人だった。
- 有資格教員不足は参加国平均38.4%に対して日本は79.7%、特別支援能力を持つ教員不足は参加国平均48%に対して日本は76%、職業教育を行う教員不足は参加国平均19.3%に対して日本は37.3%であり、資格・特別支援能力・職業教育を行う教員の不足率はいずれも参加国最低値だった。
- 一方、日本は、教員の初任者研修、メンター指導を受けている割合や、他校見学の割合が高かった[27]。

|                | 合計 | 授業 | 授業準備 | 職員会議※ | 採点添削 | 生徒指導 | 学校運営 | 事務 | 保護者との連絡連携 | 課外活動（部活動など） | その他の業務 |
| -------------- | ---- | ---- | -------- | --------- | -------- | -------- | -------- | ---- | ------------------ | ---------------------- | ------------ |
| 参加国平均     | 38.3 | 19.3 | 7.1      | 2.9       | 4.9      | 2.2      | 1.6      | 2.9  | 1.6                | 2.1                    | 2            |
| 日本           | 53.9 | 17.7 | 8.7      | 3.9       | 4.6      | 2.7      | 3        | 5.5  | 1.3                | 7.7                    | 2.9          |
| アルバータ州   | 48.2 | 26.4 | 7.5      | 3         | 5.5      | 2.7      | 2.2      | 3.2  | 1.7                | 3.6                    | 1.9          |
| シンガポール   | 47.6 | 17.1 | 8.4      | 3.6       | 8.7      | 2.6      | 1.9      | 5.3  | 1.6                | 3.4                    | 2.7          |
| イングランド   | 45.9 | 19.6 | 7.8      | 3.3       | 6.1      | 1.7      | 2.2      | 4    | 1.6                | 2.2                    | 2.3          |
| マレーシア     | 45.1 | 省略 | ※        |           |          |          |          |      |                    |                        |              |
| アメリカ※      | 44.8 | 26.8 | 7.2      | 3         | 4.9      | 2.4      | 1.6      | 3.3  | 1.6                | 3.6                    | 7            |
| ポルトガル     | 44.7 | 20.8 | 省略     |           |          |          |          |      |                    |                        |              |
| オーストラリア | 42.7 | 18.6 | 省略     |           |          |          |          |      |                    |                        |              |
| スウェーデン   | 42.4 | 17.6 | 6.7      | 3.5       | 4.7      | 2.7      | 0.8      | 4.5  | 1.8                | 0.4                    | 1.7          |
| デンマーク     | 40   | 18.9 | 7.9      | 3.3       | 3.5      | 1.5      | 0.9      | 2    | 1.8                | 0.9                    | 2.3          |
| 韓国           | 37   | 18.8 | 7.7      | 3.2       | 3.9      | 4.1      | 2.2      | 6    | 2.1                | 2.7                    | 2.6          |
| フランス       | 36.5 | 18.6 | 7.5      | 1.9       | 5.6      | 1.2      | 0.7      | 1.3  | 1                  | 1                      | 1.1          |
| オランダ       | 35.6 | 16.9 | 5.1      | 3.1       | 4.2      | 2.1      | 1.3      | 2.2  | 1.3                | 1.3                    | 2.5          |
| フィンランド   | 31.6 | 20.6 | 4.8      | 1.9       | 3.1      | 1        | 0.4      | 1.3  | 1.2                | 0.6                    | 1            |
| イタリア       | 29.4 | 17.3 | 5        | 3.1       | 4.2      | 1        | 1        | 1.8  | 1.4                | 0.8                    | 0.7          |

※「職員会議」とは「学内での同僚との共同作業や話し合い」を指す。空欄値は省略につき原表を参照。数値の太字強調はこの抄出表のなかでの最低値と最高値。抄出表以外のデータは原表を参照。日本の値が平均値よりも大差ない場合は強調しなかった。
※アメリカは回答率がガイドラインに達しなかったので参考データとして記載。

#### 第三回TALIS(2018)
2018年のTALIS第3回調査では48か国が参加したが、ドイツ、中国（上海は参加）、前回参加したマレーシアは参加していない。
TALIS(2018)でも、中学校では、1週間あたり平均勤務時間の合計は参加国平均38.3時間に対して、日本は56時間で参加国最長であった。第二回2013が53.9時間だったので、増加したことになる。また、小学校でも54.4時間で参加国最長であった。
- 前回同様、女性教員の割合が参加国最低だった[290]。
- 職員会議はカザフスタンが参加国最長の4.3時間で、日本は二番目に長く3.6時間だった（前回より0.3時間減）。
- 学校運営に関する時間も参加国平均1.6時間であったのに対して日本は2.9時間で参加国最長だった。最短はフィンランドの0.3時間だった。
- 事務時間(書類作成など)も参加国平均2.7時間であったのに対して日本は中学5.6時間で参加国最長だった。最短はフィンランドの1.1時間だった。
- 課外活動（部活動など）も参加国平均1.9時間であったのに対して日本は中学7.5時間と参加国最長だった。最短はスウェーデンとフィンランドの0.4時間だった。
- 一方、新項目「職能開発」では、日本は最短の0.6時間だった。

|                | 合計 | 授業 | 授業準備 | 職員会議 | 採点添削 | 生徒指導 | 学校運営 | 事務 | 職能開発 | 保護者との連絡連携 | 課外活動（部活動など） | その他の業務 |
| -------------- | ---- | ---- | -------- | -------- | -------- | -------- | -------- | ---- | -------- | ------------------ | ---------------------- | ------------ |
| 参加国平均     | 38.3 | 20.3 | 6.8      | 2.8      | 4.5      | 2.4      | 1.6      | 2.7  | 2        | 1.6                | 1.9                    | 2.1          |
| 日本           | 56   | 18   | 8.5      | 3.6      | 4.4      | 2.3      | 2.9      | 5.6  | 0.6      | 1.2                | 7.5                    | 2.8          |
| カザフスタン   | 48.8 | 15.1 | 9.1      | 4.3      | 4.8      | 3.5      | 2.5      | 3.2  | 3.2      | 2.5                | 3.1                    | 2.2          |
| アルバータ州   | 47   | 27.2 | 7.3      | 2.6      | 5        | 2.3      | 1.8      | 2.4  | 1.5      | 1.4                | 2.7                    | 0.7          |
| イングランド   | 46.9 | 20.1 | 7.4      | 3        | 6.2      | 2.5      | 2        | 3.8  | 1        | 1.5                | 1.7                    | 2.2          |
| アメリカ       | 46.2 | 28.1 | 7.2      | 3.5      | 5.3      | 3.4      | 1.7      | 2.6  | 1.7      | 1.6                | 3                      | 7.1          |
| シンガポール   | 45.7 | 17.9 | 7.2      | 3.1      | 7.5      | 2.4      | 1.4      | 3.8  | 1.8      | 1.3                | 2.7                    | 8.2          |
| スウェーデン   | 42.3 | 18.6 | 6.5      | 3.3      | 4.1      | 2.2      | 0.9      | 3.2  | 1.1      | 1.5                | 0.4                    | 1.9          |
| ポルトガル     | 39.6 | 20.1 | 省略     | ※        |          |          |          |      |          |                    |                        |              |
| デンマーク     | 38.9 | 19.4 | 7        | 3        | 2.5      | 1.5      | 0.7      | 1.7  | 0.8      | 1.4                | 0.9                    | 2.3          |
| フランス       | 37.3 | 18.3 | 7        | 2.1      | 4.7      | 1.2      | 0.7      | 1.4  | 0.8      | 1.1                | 1                      | 1.8          |
| オーストラリア | 37.2 | 19.2 | 省略     |          |          |          |          |      |          |                    |                        |              |
| オランダ       | 36.4 | 17.4 | 4.9      | 3        | 3.7      | 2.5      | 1        | 2.4  | 1.9      | 1.5                | 0.9                    | 2            |
| 韓国           | 34   | 18.1 | 6.3      | 2.5      | 2.9      | 3.7      | 1.7      | 5.4  | 2.6      | 1.6                | 2                      | 1.8          |
| フィンランド   | 33.3 | 20.7 | 4.9      | 2.1      | 2.9      | 1        | 0.3      | 1.1  | 0.8      | 1.2                | 0.4                    | 0.9          |
| イタリア       | 30   | 16.8 | 5.1      | 3.2      | 3.7      | 1.4      | 1.1      | 1.9  | 1.8      | 1.2                | 1                      | 0.9          |

※ 合計勤務時間順。空欄値は省略につき原表を参照。数値の太字強調はこの抄出表のなかでの最低値と最高値。抄出表以外のデータは原表を参照。日本の値が平均値よりも大差ない場合は強調しなかった。

## 学校における働き方改革の沿革
2016年（平成28年度）教員勤務実態調査の集計でも、看過できない教師の勤務実態が明らかとなった。

### 働き方改革関連法成立まで
2017年(平成29)6月，松野博一文部科学大臣は、中央教育審議会(中教審)に「学校における働き方改革に関する総合的な方策について」諮問した。同月、中教審は「学校における働き方改革特別部会」設置し、以後会議を重ねた。
8月、中教審特別部会は以下の緊急提言を出した。
1. 校長及び教育委員会は、学校において「勤務時間」を意識した働き方を進めること
2. すべての教育関係者が、学校・教職員の業務改善の取り組みを強く推進していくこと
3. 国として、持続可能な勤務環境整備のための支援を充実させること

2017年12月中教審は「中間まとめ」を発表、文部科学省では「緊急対策」を取りまとめ、業務の役割分担・適正化に向けた方策などとともに、それらの実施に向け、スクール・サポート・スタッフや中学校での部活動指導員といった人的支援、学校給食費の徴収や管理業務の改善を含む2018年度予算案を示した。
2018年2月、「中間まとめ」や「緊急対策」を踏まえた取り組みを徹底するよう、各都道府県と指定都市の教育長宛に通知が発出。同年3月、スポーツ庁は「運動部活動の在り方に関する総合的なガイドライン」を出した。
2018年（平成30年）6月、第4次安倍内閣は働き方改革関連法を成立させ、2019年（平成31年）4月1日施行した。働き方改革関連法の労働基準法等改正では、時間外労働の上限は月45時間かつ年360時間とされ、違反企業や労務担当者には、6ヶ月以下の懲役または30万円以下の罰金を科すとされた。

### 中教審答申と文科省通達(2019)
中教審は2019年(平成31)1月25日に答申をまとめた。中教審は、2018年の働き方改革関連法の労働基準法等改正での「時間外労働の上限は月45時間かつ年360時間」とする規定に準じ、「教師の勤務時間の上限に関するガイドライン」において、1か月の在校総時間から条例等で定められた勤務総時間を減じた時間が45時間を超えないこと、1年間の在校総時間から条例等で定められた勤務総時間を減 じた時間が360時間を超えないことを制定した。
文部科学省は中教審答申 を踏まえ、2019年年3月18日、各都道府県知事、各都道府県教育委員会などに対して「学校における働き方改革に関する取組の徹底について」を通知した。文部科学省は同通知において、以下を通知した。
- 自己申告方式ではなく、ICTやタイムカードなどにより勤務時間を客観的に集計するシステムの構築。
- 適正な時間に休憩時間の確保。
- 部活動に関して、スポーツ庁「運動部活動の在り方に関する総合的なガイドライン」及び文化庁「文化部活動の在り方に関する総合的なガイドライン」を踏まえた適切な活動時間や休養日の設定を行うこと、次に、部活動に過度に注力してしまう教師も存在するが、教師の側の意識改革を行い，採用や人事配置等においては，授業能力や生徒指導に関する知見を評価し，部活動の指導力は付随的なものとして位置づけ、一部の保護者による部活動への過度の期待も踏まえ、内申書における部活動に対する評価の在り方の見直し。
- 各教育委員会は，部活動の数について，生徒や教師数の状況を考慮して適正化し、生徒がスポーツ・文化活動等を行う機会が失われることのないよう複数の学校による合同部活動や民間団体も含めた地域のクラブ等との連携等を積極的に進めること
- 地域で部活動に代わり得る質の高い活動の機会を確保できる十分な体制を整える取組を進め、将来的には部活動を学校単位から地域単位の取組にし，学校以外が担うことも積極的に進めること（地域のクラブチームなど）
- 「超勤4項目」以外の業務について，早朝や夜間等，通常の勤務時間以外の時間帯にやむを得ず命じざるを得ない場合には、服務監督権者は、正規の勤務時間の割り振りを適正に行うこと
- 学校行事の見直し、準備の簡素化を進め，地域行事と学校行事の合同開催等，行事の効果的・効率的な実施
- これまで学校が担ってきた業務について，域内で統一的に実施できるものにつ いては，できる限り地方公共団体や教育委員会が担っていくこと
- 学校が直面してきた課題に関係があると思われる福祉部局・警察等関係機関との連携促進
- コミュニティ・ スクール(学校運営協議会制度)の導入や地域学校協働本部の整備により、学校が保護者や地域住民等と教育目標を共有すること。また、業務委託や指定管理者制度による民間事業者の活用により、学校や教師の負担軽減を図りつつ、地域の財産である学校施設の地域開放を推進すること

令和元(2019)年12月、分科会の取りまとめでは、令和4年度から小学校高学年からの教科担任制度を本格的に導入すべきとしている。

### 2020-

#### 2020年
2020年9月の学校における働き方改革推進本部の会合では、これまで学校の管理下にあった休日の部活動に関する業務を地域に移す方針を示し、2023年度から休日の部活動を段階的に地域移行するとした。
2020年文科省と財務省の折衝の末、小学校では2025年までに段階的に35人学級を実現することが決まったが、2021年6月18日に閣議決定した「経済財政運営と改革の基本方針（骨太の方針）」において、公立中学校でも少人数学級導入を検討することが触れられた。

#### 2021年
中央教育審議会の小委員会が「発展的解消」という表現で事実上の廃止を求める方向性を示したことを踏まえて、現職教員は土日や夏休み期間を使って講習を受ける負担が大きい「教員免許更新制」について、萩生田光一文部科学相は2021年8月、廃止する方針を表明した。

#### 2022年
2022年1月、文部科学省は各都道府県および各指定都市教育委員長に向けた通知で、「勤務時間管理の徹底等について」「働き方改革に係る取組状況の公表等について」「学校および教師が担う業務の役割分担・適正化について」「学校行事の精選や見直し等について」「ICTを活用した校務効率化について」「教員業務支援員（スクール・サポート・スタッフ）について」「部活動について」の7項目となっている。働き方改革を進めるうえで校長の役割が大きいことから、校長がその権限と責任を踏まえて適切に対応できるよう、必要な指示や支援等に努めるよう明記している。
文部科学省における令和4年度（2022年度）概算要求予算では、学校における働き方改革、複雑化・困難化する教育課題へ対応するために教職員定数2,475人（54億円）の改善を要求するとともに、制度改正に伴う既定の改善で3,660人（77億円）について計上要求された。一方で教職員定数の自然減等で6,912人（147億円）の減額があったため、総額では16億円減少となった。このほか、教師と多様な人材の連携により、学校教育活動の充実と働き方改革を実現するため教員業務支援員（スクール・サポート・スタッフ）の配置などので64億円予算が積み増しされたが、国1/3補助率のため、都道府県・指定都市2/3拠出した場合に実現可能となっている。なお2022年度には、教員の勤務実態調査実施が予定されている。
2022年5月、運動部活動の在り方を検討するスポーツ庁の有識者会議は、公立中学校で行われている休日の部活動の「地域移行」を2023年度からの3年間で段階的に進める目標を掲げた提言案をまとめ大筋で了承した。文科省は学校の働き方改革を踏まえた部活動改革についてとして、2023年度以降、休日の部活動の段階的な地域移行を図るとともに、休日の部活動の指導を望まない教師が休日の部活動に従事しないこととすると明記している。
2022年7月1日、教員免許更新制が解消する。講習を受けずに教免が失効した者もすべて救済されることとなった。
文部科学省が2022年に行った6年ぶりの教員の勤務実態を調査では、前回に比べて小中ともに30分程度減ったものの、国が残業の上限として示している月45時間を超えるとみられる教員が、中学校で77.1％、小学校では64.5％であった。職種別で見て校内での勤務時間が最も長かったのが「副校長と教頭」となっている。
上記調査を受け、自由民主党は2023年5月に令和の教育人材確保実現プランを提言し、（1）教師の処遇改善、（2）学校における働き方改革の更なる加速化、（3）指導・運営体制の充実、（4）優れた人材が教師を目指すための支援を一体的にパッケージとして推進することを柱とする提言を取り纏めた。
これらの提案に対し、実名で教員の待遇改善を訴えている高校教員西村祐二（斉藤ひでみ）らは、現在が公教育が生きるか死ぬかの瀬戸際であり、現場ではただただ残業を減らしてほしい、教職調整額のアップでは残業は改善しないと発信している。

#### 2023年
2023年6月、長崎県教育委員会は「夏休み充電宣言」導入し、元日だった年休の付与日を夏休み直後の９月１日に後ろ倒しにして休暇を取得しやすくすること、また県教委主催で、各校に定数拠出を求めていた研修は、希望者を募る形式に変更し時間も短縮することとした。校長の承認を得て勤務校以外で研修する「承認研修」も推進を謳っている。
2023年9月8日、文部科学省は教育委員会や学校で必要な方策などを整理し、改革の取り組みを進めるよう各自治体と教育委員会の長に通知した。緊急提言では、「教員を取り巻く環境は国の未来を左右しかねない危機的な状況にある」として法改正の必要がなくとも直ちにできることを取りまとめている。また、永岡桂子前・文部科学大臣は同日、働き方改革について大臣メッセージを発出し、改革は国が先頭に立って進めることや、教職員定数の改善などのために教育予算を確保することなどを述べた。
教員を取り巻く状況では、2023年度に採用された公立校教員の選考試験の倍率が前年度比0・3ポイント減の3・4倍で過去最低となった。一方、教員採用数が全国最多の東京都では、2022年度新任教諭2429人のうち108人が2023年3月までに辞め、全体の4・4%で、割合は過去10年間で最高となっている。うつ病などの精神疾患で昨年度休職した公立学校の教員は、精神疾患で病気休暇（1カ月以上）を取った教員との合計し1万2192人と、過去最多となった。公益社団法人東京都教職員互助会 三楽病院の精神神経科の真金薫子部長は、ブラック職場だと覚悟を持って教員になったが実態が想像以上だったとの声がよく聞かれ、20才教員の受診が増えたと話し、国や自治体の予算確保がより必要であり教員が子供に向き合える環境整備が必要と取材に答えている。

#### 2024年
2024年3月、日本教職員組合は3ヶ月で「学校の大ピンチ」を救う方策を求める署名を698,091筆厚め、中教審・文科省に提出した。教職員拡充、業務削減、給特法の廃止・抜本的に見直しなどを要望した。
2024年5月、給特法上乗せ分を4％から10％以上に変更する改革案を中教審部会がとりまとめた。6月、本まとめに対し文科省はパブリックコメントを行い、1万8000余の意見が寄せられそれを踏まえ答申がとりまとめられた。
教員採用試験の低倍率が続き、大阪、受験者数は3年で25%減となったことなどから公立小学校の教員採用試験で、体育の実技を廃止する自治体が相次いでいるが、教員の指導力への影響も懸念されている。一方、2024年7月、高知市では市立小学校の水泳の授業に参加していた4年生の児童1人がおぼれて翌日死亡した。小学校のプールが機器の故障で使用できず高知市立南海中学校で授業を行っていた。高知市では市立の小中学校で今年度水泳授業の中止方針を出したが、当該事故でプールの貸し出しが行われた高知市立南海中学校は、1955年（昭和30年）5月11日に起こった日本国有鉄道（国鉄）の宇高連絡船紫雲丸による紫雲丸事故によって修学旅行中であった中学生28人の死者を出した学校であり、その事故はプール施設がない当時、児童の水泳技能の向上を望む民意が拡がった要因ともされる（詳細は＃紫雲丸事故参照)。
2024年7月、茨城県教育委員会は公立学校の教員選考試験の「教職専門」を2026年度採用から廃止することを発表した。教員からは志願者減少に対し的なずれな対応であり、原因が教員のブラックな労働環境のためであることは明らかとの声がある。
小学校教諭は10年前に比べ3割減という状況を踏まえ、将来その道に進む後押しになればとの期待も込め、キャリア教育の一環として長野県佐久市の中学校の生徒が小学校で教師の仕事を体験したことが「超青田買い！？」と報じられた。
2024年8月に「「令和の日本型学校教育」を担う質の高い教師の確保のための環境整備に関する総合的な方策について（答申）」として文科大臣に手交した。答申では調整額の増額、多忙な学級担任向けの手当の新設を提言している。小学校5、6年生の教科担任制を、3、4年生に広げる。十分な休息時間確保のため、終業から翌日の始業まで最低11時間を確保する「勤務間インターバル」の導入推進も求めた。現職高校教員の斉藤ひでみペンネームを使う西村祐二は、この答申に対し調整額を上げても教員の残業は減らない、若手教員を支援するポストの設立は東京都で導入済みの『主任教諭制度』のように基本給が多くの教員で下がってしまうことへの懸念を会見で表明した。
2024年11月、財政制度等審議会は、「教職調整額」について、財務省は残業時間削減などの働き方改革を条件として段階的に基本給の4％から10％へ引き上げる独自案を公表した。。一方文科省は一度の引き上げを主張している。財務省案は授業以外の時間を削減の働き方改革の進ちょくを確認方法導入を求め将来的に手当制度への移行を提案している。教員団体は文科省に緊急声明を提出し、財務省案は職員定数改善もなく現場理解がないと反発している。
同月、阿部俊子文科相は教員の残業時間の削減に向けて教員の在校時間を自治体ごとに公表し、学校長の人事評価に働き方改革に関する観点を2025年度から導入して制度改正すると述べた。
2024年12月には、政府が「教職調整額」を2025年度から段階的に引き上げ、30年度までに10％へ増額する方針と決めたと報道された。2024年12月、文科省と財務省が「教師を取り巻く環境整備に関する合意」を行った。その中では、中間段階（令和９年度以降）で、文部科学省・財務省両省で「働き方改革」や財源確保の状況を確認していくこと、令和８年度から中学校35人学級への定数改善を行うこと、学校・教員の業務見直しの厳格化及び保護者からの電話対応を含む外部対応や部活動地域展開など実施し令和11年度までに平均の時間外在校等時間を約３割、月30時間程度に縮減することを目標とすることなどが盛り込まれた。
一方、同月には文科省の調査で、学校を90日以上休むなどの精神疾患で病気休職している教員は2023年度に全国で7119人で過去最多となったと判明した。初めて休職理由の調査が行われ、「児童生徒への指導」「職場の上司や同僚、部下との対人関係」「学校での事務的な業務」の順に高かった。文科省は働き方改革の一層の推進とメンタルヘルス対策、過剰な苦情に対応する弁護士による相談体制の整備などを行うとしている。東京都でバレーボール部の顧問の教員は取材で、最大連勤日数は50日を現状を話し、地域移行を決めている神戸市がうらやましいと語った。

#### 2025年
東京都は、人手不足が深刻化している教育と公共インフラを支える人材の安定的な確保を目指すため、2026年度からの教員と技術職員の奨学金返済を東京都が半額負担する方針を1月に公表した。
山口県教委は、毎年度実施していた公立学校教員の早期退職の募集を教員不足が深刻な現状などを踏まえ、教員に限り本年度休止する。県教組と県高教組は一方的決定だと反発している。なお、三重県でも知事部局の職員や教員の早期退職の募集を2024年度は行わない。
2025年1月、2025年度予算において、教職調整額引き上げの財源の半分を教員向けの手当の廃止・縮減で捻出しようとしていると、共産党が文科省に取材した結果をしんぶん赤旗にて報道している。
3月、参議院参院文教科学委員会で、吉良よし子議員は公立小中学校の「働き方改革」によって教員の残業時間が2016年調査から2022年調査までに３割も減ったとの文部科学省の試算が前者では休憩時間を算入し、後者ではしなかったことの比較の不当性と、また8月を調査時期に含めることの問題について指摘した。
4月に給特法改正案が国会審議入りした。4月10日の衆議院本会議において西岡義高議員は本件について質疑を行い、国による教員の勤務実態調査は、給特法が制定される前の昭和41年、制定から40年経過した平成18年、そして平成28年、令和４年と実に４回しか実施されてないことを指摘し教員の給与と勤務条件の特例を定めるために制定された法律である給特法が有効に作用しているか確認をしてきたのか回答を迫った。衆議院議員の大石晃子も労働基準法は公立学校の教員にも適用され、給特法によって労基法が一部適用除外であるが労基法上の時間外労働の規定37条、超勤手当支給を定める規定のみ除外であることを確認した。政府は部活動指導などを「在校等時間」とする違法概念を生み出しており、違法行為を改め超過勤務に残業代を払うよう発言した。一方、同月、文科省への毎日新聞の取材で特別支援の「調整額」が、2027年から引き下げられる。また26年は小中の教員に支給されている義務教育等教員特別手当の支給率についても、現行の給料月額1・5％相当を1％に引き下げる。財源捻出の影響かと見られていることが報道されている。同月、現役教師らが改正給特法反対の署名4万8000筆を国に提出した。参議院文部科学委員会では、吉良佳子は阿部俊子文科相と石破総理大臣に対し、教員の勤務命令のない「時間外在校時間」という扱いでは無く時間外労働を労働と認めるべきと迫った。「公立の義務教育諸学校等の教育職員の給与等に関する特別措置法等の一部を改正する法律案」）は、一部修正の上で、5月15日の衆議院本会議、6月11日の参議院本会議において可決され、成立した。
このほか、学習指導要領に基づく各教科の内容を指導のための時数の基礎となるのが標準授業時数だが、多すぎるとの「カリキュラム・オーバーロード」との問題を学校多忙とあわせて指摘する声がある。

## 学校における働き方改革の内容

### 特別活動・行事などの見直し
NHK調査では、都内300の公立校では2023年の学校行事を、コロナ禍前と比べ削減すると答えた学校は約9割の登った。運動会は午前中開催に絞るなど縮減を行っている。
また、明治時代の不就学調査から始まった家庭訪問についても、授業時間圧迫、家庭との日程調整、プライバシー配慮、教員と保護者の接近性の問題、教員の働き方改革の流れから実施しない学校が増えている。なお訪問看護などでは飲料に睡眠薬を混入され、暴行される事例もあり密室では身体の危険性が発生する場合もある。
東京都墨田区では、働き方改革の一環として始業式の２日後に入学式開催と2025年度から変更した。
また卒業文集など、校正や保護者チェックなどで負担が膨大なものの作成を削減する動きもある。

### 時間割の見直し
授業時間を45分から40分に縮減し、午前中5コマとする試みが横浜市の小学校で2021年より行われている。朝読書時間も見直し、下校時間を早めている。学力調査では大きな変化は起こっていなかったとしている。

### 複数担任制の導入
京都市立小学校では、4組を4人で受け持つチーム制を導入している。複数の教員が児童に接し、多様な関わりを生む効果が規定されている。また、副次的効果として、2003年12月の宇治小学校児童傷害事件での刃物を持った暴漢の学校侵入事件において、担任と補助教員の連携で事件拡大を防げたとの指摘もある。

### 業務外行為の明確化
国は、指針として学校現場でのICTやタイムカードなどにより客観的に把握する。文部科学省の作成した上限ガイドライン（月45時間、年360時間等）の実効性を高めることが重要であり、文部科学省は、その根拠を法令上規定するなどの工夫を図り、学校現場で確実に遵守されるように取り組むべきとされた。労働安全衛生法に義務付けられた労働安全衛生管理体制の整備や教職員一人一人の働き方に関する意識改計画を掲げている。また、学校及び教師が担う業務の明確化・適正化を掲げ、夏休み期間のプール指導、勝利至上主義の早朝練習の指導、内発的な研究意欲がない形式的な研究指定校としての業務、運動会等の過剰な準備など、学校の伝統として続いているが、必ずしも適切といえない又は本来は家庭や地域社会が担うべき業務を大胆に削減すべきとしている。

### 専門スタッフ等の活用
教職員及び専門スタッフ等、学校指導・運営体制の効果的な強化・充実として、事務職員の充実、スクールカウンセラーの全公立小中学校配置及びスクールソーシャルワーカーの全中学校区配置並びに課題を抱える学校への重点配置。部活動指導員の配置促進、授業準備や学習評価等の補助業務を担うサポートスタッフ、理科の観察実験補助員の配置促進、スクールロイヤーの活用促進が提案されている。
運動部活動については、顧問のうち、保健体育以外の教員で担当している部活動の競技経験がない者が中学校で約46%、高等学校で約41%となっており、未経験者による指導がなされている。外部指導者だけでは、活動中の事故等に対する責任の所在が不明確であることなどから、大会等に生徒を引率できない問題があるが、「部活動指導員」は校長の監督を受け、部活動の技術指導や大会への引率等を行うことを職務とすることを学校教育法施行規則に新たに規定されている。ただし、質の担保や低収入による人材の確保難について問題提起されている。
つくば市の公立中学校の校長として部活動改革に積極的に取り組む八重樫通校長は、中学校の働き方改革の本丸である「部活動改革」は校長である自分が取り組むべき課題だと認識し、かつ生徒減少による廃部問題なども解消するため市民団体「洞峰地区文化スポーツ推進協会（DOHO Cultural&Athletics Academy）」を活用し改革を推進した。教師は顧問をしないまたは兼業で有給でやることも選択可能となったスポーツ振興センターによる災害共済給付の代替となる制度や、受益者負担のため経済的困窮者に対する支援制度といった課題の解消必要性が挙げられている。
また、文部科学省のスポーツ庁でも学校の働き方改革を踏まえた部活動改革を令和2年度から取り組み、運動部活動の地域移行に関する検討会議を開催している。

### ITの活用
学校においても、AI 等のテクノロジーの活用が推奨されている。 兵庫県教育委員会は、全県立147校に手書きの答案でも採点が可能なデジタル採点システム導入した。小問ごとの集計で正答率を分析、採点ミスや採点時間減に効果を生んでいる。教員からは採点ミス減少や、採点時間が半減したなどの好評価が寄せられている。
埼玉県鴻巣市では児童生徒と教職員が1人1台の端末を導入し、2021年度に大学との共同研究によりSINET（学術情報ネットワーク）に直結する古クラウド化を図ることで教員が持ち帰り作業をすることが可能となっている。その作業内容は管理職が把握・管理している。教育委員会では教員のワーク・ライフ・バランスの向上を目指し環境導入を行った。今後デジタル教科書が導入で回線問題が発生する可能性について課題としている。

### 学校運営への支援制度の導入等
勤務時間管理の適正化や業務改善・効率化への支援として、次の点が問題視されている。登下校の対応などについて地域人材の協力体制整備が不十分、都道府県単位で共通の校務支援システムの導入が必要、業務改善方針等の策定や学校宛ての調査・照会の精選などについて市区町村での取組が不十分、部活動数の適正化や地域クラブとの連携が一層必要、学校給食費や学校徴収金の公会計化が不十分であることの改善が求められている。この対策として、東京都練馬区では2019年度予算において、全国初として、保護者への精算金返金の迅速化を図る学校徴収金管理システムを運用開始する。
文部科学省は、学校給食費等の徴収に関する公会計化等の推進に関する通知を令和元年7月に発出し、学校給食費を初めとして、教材費，修学旅行費等の学校徴収金学校の負担軽減を図る取組の推進を呼びかけている。
学校給食費の徴収についての文部科学省の平成28年度実態調査では、公会計は39.7%［前回30.9%］である。徴収・管理業務は主に自治体が行うが17.8%、主に学校が行うが21.9%となっている。また未納の保護者への督促を行っている者は、学校事務職員47.1%、学級担任46.0%、副校長・教頭41.0%、校長等 20.3%である。学校給食法により給食運営費以外となる食材料費については保護者が負担するが、かつて学校長徴収であった私費会計処理を世田谷区、千葉市、仙台市などで公会計化している。2020年11月の文科省の学校給食費の徴収・管理業務の調査公表では、全国の教育委員会の74.0%が学校に委ねているとの結果となっている。すでに公会計課を導入した千葉市は1校当たり年間で190時間の教職員の業務削減効果があるとしている。

### 部活動の在り方の見直し
教員の働き方改革を進めるため下呂市の全6中学校が2022年度から、行事の行事のやり方を見直して授業時間を確保し、6限の授業をやめて部活に充てることで生徒の最終下校時間を午後4時半に統一することを決定した。
なお、山口県教育委員会調査では、中学教員6割は部活の地域移行について報酬あっても関わりたくない、と回答している。
文部科学省は「学校の働き方改革を踏まえた部活動改革について」2020年9月決定では、休日の部活動における生徒の指導や大会の引率を教師が担うのではなく地域人材が担うとし、地域部活動を推進するための実践研究を実施する。令和5年度以降は休日の部活動の段階的な地域移行を図り休日の部活動の指導を望まない教師が休日の部活動に従事しないものとした。また令和3年度に「地域運動部活動推進事業」（2億円）を新設し、休日の部活動の段階的な地域移行や合理的で効率的な部活動を推進してくこととした。
働き方改革と少子化への対応が相まって地域移行を推進しているが、家庭の費用負担発生、指導人材確保の課題と生徒及び保護者理解の促進が必要と2024年4月時点で報道されている。神奈川県大磯町では休日の部活動指導について兼業届で教員にも報酬を出す取り組みを行っている。

### 新たな生徒指導の取り組み
千代田区立麹町中学校では工藤勇一校長の元で、服装や頭髪の指導は行わない、一律の宿題を出さない、中間・期末テストや固定担任制の廃止や朝の会議の短縮化など学校の改革を進めている。また東京都世田谷区立桜丘中学校でも元西郷孝彦校長の元で、生徒の髪形や服装の校則はなく、携帯電話やタブレット端末の持ち込みも可能となった。遅刻、教室から抜け出し自習することもできる。平均学力は区内トップレベルだと報道されている。学業の本分と健全な学校運営に関わらない余計な生徒指導を生む現状があるブラックな「校則の見直し」と「教師の負担軽減」の両立についての指摘がある。服装チェックなどの細かい指導が教員の時間を奪うため教育上より重要なことに時間を割きたいと考える教員から、働き方改革の文脈で声があがっているという事実もあるようだとの指摘がある。教員の長時間労働とブラック校則の問題は根底でつながっているとの意見もある。2021年1月、「校則の改正プロセス明文化」などの提言書を高校生らが文部科学省に提出したが、教職員が児童生徒と対等に向き合い、民主的な学校コミュニティ形成には余裕のある環境が必要とし、教職員の働き方改革と、子どもの「管理」を学校に求めてきた地域社会の現状の見直しを要するとしている。その提言内容には教職員の働き方の改善も含まれている。
ただし、2025年現在では授業を受けなくとも良いとの指導があったために、授業妨害や、教室からの退去や学校設備の器物損壊などが頻発していたと報道されている。また新校長の下で時間の遵守などの徹底を行い、生徒達の落ち着きが戻ったと言う。
教員不足を報道した番組において、「ごくせん」「3年B組金八先生」の熱血指導教員ドラマを引き合いに出し、教師の時間外の対応を迫った女性タレントの発言が炎上し本人が謝罪した。また教員のなり手が少なく、教員不足が深刻化をテーマにした番組では「3年B組金八先生」主人公を演じた武田鉄矢が出演し、共演者に「金八先生ががんばり過ぎたんですよ」と指摘され、テレビドラマ内の理想と現実にギャップが話題となった。

### 教師のバトン
文部科学省によって2021年3月26日にTwitterを活用して現場の声を聞いて現場を支えていくという教師のバトンプロジェクトを開始した。現場の教員から労働環境改善を求める声があがった。末松信介文部科学相は「学校の働き方改革」を推進するためにこの企画を継続すると表明した。

### その他
業務削減として要望が多かった事案は、上記のほか、教職員定数の改善、教育課程の見直し、教員免許更新制度改善、学校向け調査の削減、学力学習状況調査等の削減があがっている。
東京都教育委員会では、2024年3月、外部人材の活用などを謳う「学校における働き方改革の推進に向けた実行プログラム」を策定し、職場環境の向上のために若手教員5千人超のアンケートを基にした「教職員のためのコミュニケーションガイドブック」を作成した。

## 改革以降の動向

### 休暇取得状況
労働基準法改正により、2019年4月より年間10日以上の年次有給休暇を付与される労働者には1年間に5日以上の有給取得が義務付けられた。しかし現場では体調不良以外の休暇について保護者苦情があり、管理職より叱責される事態も起こっている。東京都の令和2年度学校職員の有給は平均15.5日となっていて、最低の警視庁7.9日や知事部局14.3日、行政委員会13.2日等より多く取得されている。しかし一方で、病休取得も1,689 人と他局より桁違いに多くなっている。

滋賀県日野町教育委員会は県教委に提出する町立小中学校の教職員の「在校等時間」について、町教委に報告する際に削除を求めていたことが明らかになった。
文部科学省は、令和4年（2022年）を目途に教員勤務実態調査を実施した上で、その結果を踏まえつつ、給特法などの法制的な枠組みを含めて検討するとしている。

### 日本弁護士連合会の意見書
日本弁護士連合会は2021年10月20日、憲法・教育基本法等の要請である、子どもの学習権を保障するという観点から、「学校における働き方改革の在り方に関する意見書」を取りまとめ、文部科学大臣、各自治体長等らへ提出した。
意見書では、以下が提言された。
- 教員の長時間労働を抜本的に改善するための少人数学級実現
- 教員の持ち時間数削減、教員数増員と非正規の正規化についての予算措置。
- 労働基準法の定める最低基準を厳守するための給特法抜本的見直し。
- 部活動について部活動の関係団体と協議しながら改革を促進させることと部活動の顧問担当を教員に強制しない制度改革。
- 自治体条例により導入できるとされた1年単位の変形労働時間制については現在の長時間勤務の現状の下での実施否定。
- 教員の教育内容や方法にまで及ぶ管理統制や競争主義的教育手法についての緩和に向けた是正。

現在の超勤4項目以外の残業内容の時間外勤務は現在「自主的・自発的」なものと見做され時間外労働としては存在しないものとして扱われ、「在校等時間」として管理されていることについて疑問が呈された。
憲法第27条に基づき労働条件の最低基準を定める労基法の労働時間規制は、教員にも当然に適用されるものとして超勤4項目以外も客観的に見て労働者の行為が使用者の指揮命令下に置かれたものと評価され労働基準法第37条の割増賃金の支払対象となるべきと指摘している。実質的に労基法の最低基準をも下回る教員の長時間労働の現状に関しては、教員の労働者としての健康の阻害と、子どもの教育条件にも深刻な悪影響を懸念し、その解消について喫緊の課題と断言してる。
また、部活動の顧問業務が特に中学校の教員の多忙化の大きな要因であり、その早急な改善が不可欠であり、少なくとも部活動の顧問就任を強制しないため人事や労務、財政面からの取組が必要としている。

### 国立大学法人による残業代未払い
2021年11月30日、三重大学（2004年に国立大学法人）が付属の小中学校などの教員らに残業代を十分に支払っていなかったとして、津労働基準監督署は是正勧告をし、過去2年間分の勤務実態を確認して改善するよう求めた。同校では現職教員約90人には1月中旬に計約1億6000万円を支給し、異動や退職者にも追加支給する方針で、計数千万円に上る見込みと報道されている。付属中学校などの校長2人は辞任した。
2022年文科省による国立大学の附属学校における労務管理等に関する調査結果では、附属学校を設置する55国立大学法人を対象として実施し、労働基準監督署より是正勧告や指導を受けたことがある法人は24法人にのぼることが報告された。割増賃金の遡及支給は、対象24法人の合計で2,952 人、1,555,780,212円となった。なお、時間外労働及び休日労働に関する協定（いわゆる「36協定」）は55法人全てで締結され、労働時間の適正把握も全法人で行われている。
しかし現場では、変形労働時間制の導入と国立大学附属校の予算困窮が相まって残業代がなし崩しに請求できない状況となっているとの声もある。

## 教員の長時間労働に起因する病理・紛争

### 過労死
過労死と認定された公立校の教職員は2016年度までの10年間で63人と報道されている。
また、12時間以上保育園に子どもを預け、自身の子どもと向き合えないことを理由に正規職員を退職した教員もいる。また多くの教員が仕事にエネルギーのほとんどを注ぎ、異性との出会いがなく独身という現状もある。教員の不祥事に関して私生活のことであっても激しいバッシングが起こりその対処に教育委員会や学校が追われ現場も一層忙しくなる循環も元教員から指摘されている。
2021年6月に千葉県が実施した県内公立学校の教諭らの勤務調査において中学教頭5割、教諭など3割「過労死ライン」だった。月あたりの時間外在校等時間56時間56分であった。このような状況に対する令和2年度給与実態は、千葉県の一般行政職員の手当等も含む月額給与410,794円（平均40.8歳）に対し、小・中学校（幼稚園）教育職の給与は410,313円（平均40.5歳）とほぼ等しくなっている。ただし財務省は資料一般行政職と教員の年収比較（平成30年度）では、一般行政職、教員ともに平均年齢42歳（大卒）とした場合の平均給与では、一般行政職594.6万円に対し、教員は期末・勤勉手当の算定基準に「教職調整額（本給×4%）」が含まれていること等のため611.4万円と、約17万円（2.8%）教員が上回っている状況との試算をしている。

#### 公務災害
「平成30年版過労死等防止対策白書」によると、公務災害認定事案の脳・心臓疾患の支給決定（認定）要因は多くが「長期間の過重業務」であり、長時間労働の要因は中・高では部活動に関連するもの、小学校では役職や委員会に関するものが多い。精神障害事案では長時間労働のほか、上司トラブル等の対人トラブルに関するものが多く、教員の公務災害認定事案では、保護者対応等住民等との公務上での関係に関するものが多いと分析されている。2020年8月には「#先生死ぬかも」というハッシュタグがTwitterでトレンド入りしたが、教育研究家の妹尾昌俊は「死ぬかも」ではなく毎年のように教員が実際に過労死等で死亡している事実を指摘している。
これら教員のうつ病自殺と公務災害認定については、長時間労働の上、指導困難な子供と対応困難な保護者に対峙し、教員に対する支援体制の不十分が相まってうつ病の発症に追い込まれる現状が現職教諭によって分析されている。特に背景として保護者の教員に対する意識変化について、保護者の立場が、子どもとともに先生（師）から教えを受ける立場から、教育サービスを利用する「顧客」へと変化したことが背景として挙げられ、また教員同士のつながりが希薄になり支え合いが行われなくなったことを指摘している。部活動については内田良によると「無料の保育所状態」を期待され、週末も学校現場から離れられない実情がある。
ドキュメンタリー番組「聖職のゆくえ」での取材に答えた精神科医は教員の受診が増えており、教員は自らを責め続けてしまうことを語っている。
神奈川県内の小学校教員を経験した齋藤浩は、「教師という接客業」という著書で「学校もサービス業としての意識を持つべき」との意見に押され教員の仕事が接客業化した結果、保護者からの宿題の増減の要望、不登校児の登校付き添い依頼、リレー選考の苦情、生命保険加入の勧誘などに多岐にわたる配慮が求められていると述べている。また少々のけがでも後のクレームを恐れるため先手に保護者に説明連絡を入れることが常態化しており、地域からの行事日程などに関するクレーム処理にも追われ疲弊している。一部の恫喝保護者は学校の譲歩に対し、更に高圧的になる場合など苦慮し、これらが積み重なった結果心を病み離職していく教員が多く居ることを明らかにしている。精神疾患による病欠者が最多の沖縄県における分析でも、主なストレス要因は保護者対応や対応困難な児童と生徒への対応、事務的な業務量となっていることが指摘されている。

#### 関連事例
以下、公務災害認定を受けた事例、認定を受けなかった事例も含めて記載する。また、過労死と、公務に起因する自殺とは明確に区別できない境界事例もあるので、年代順に記載する。
- 1998年8月、仙台市立中学校男性教諭（享年36）は、仙台で開催された全国中学校バドミントン大会に従事している大会期間中、滞在中のホテルの自室において縊死自殺した。地方公務員災害補償基金宮城県支部長は中体連関連業務は公務とは認められず、特に過重な職務に従事したものとは認められず、本件災害と公務との相当因果関係を否定し公務外災害として公務債が認定を却下した。中体連関連業務は公務にあたるものと判断され、長時間労働の事実を認め、自殺は公務に起因するものであるとされた[412]。
- 2004年9月、静岡県磐田市立小学校の新任女性教諭（享年24）が4年生のクラスを担任しクラスで児童が暴れる、暴言を吐くなどで学級崩壊が起こり該当男児の母から登校も考えると言った非難を受けた翌日に自家用車内に火を付け、焼身自殺した。公務災害ではないとの地方公務員災害補償基金静岡支部の認定取り消しを求め両親起こした訴訟の判決で、静岡地裁は公務災害否定の認定を取り消した[413][414]。
- 2007年6月横浜市立中学校の保健体育の男性教諭（享年40）は二泊三日の修学旅行直後にくも膜下出血を起こし、死亡した。朝7時台のサッカー部部活朝練から夜9時までの残業、帰宅後も資料作成があり月208時間の残業が確認されたが、公務災害は97時間分で101時間は自主的活動であり仕事とは認定されなかった[415]。
- 2011年、堺市で教員2年目の市立中学男性教諭（享年26歳）が心臓の急激な機能低下により倒れ死亡した[416]。その後、地方公務員災害補償基金に公務災害（労災）による死亡と認定された。学校内では残業は月61～71時間だったが、残された授業や部活の資料から独り暮らしの自室でも相当数の残業を行ったと認められた[417]。
- 2016年石川県野々市では市立小学校女性教諭（享年51歳）が勤務中に倒れてくも膜下出血で死亡した。学年主任を務め、担任の産休などで残業が重なった中、校内での研究会中に意識不明になり後急逝した。遺族は過重な勤務が原因として公務災害を申請したが、倒れる直前は冬休みの影響か4週間で20時間ほどだったため否認された[418]。
- 2017年、茨城県古河市の市立中学校の男性教諭（享年47）が長時間労働で自殺したとして遺族が提訴した。市に対し水戸地裁は約1億円の支払いを命じた。学校側は顧問を務める吹奏楽部で自主的に高い目標を設定していたことが長時間労働の要因だと主張していた[419]。原告である妻も部活動の指導に関係していた。指導などを巡り関係者間が悪化しており、かつ全国大会の選にに漏れ部長も退部の意向を出すなど部活で人間関係の負担がかかり抑うつ状態になっていると医師は診療していた。発症前の勤務時間は180時間近くとなっていたと報道されている[420]。市は東京高裁の和解勧告について、長時間労働の影響を認めつつ、部活顧問として人間関係トラブルなど教諭側の過失も一部認める内容のため受け入れる方向で調整を行い[421]、長時間労働とうつ病の発症や自殺との因果関係が認められ、顧問を務めていた部活動の中でのあつれきも自殺の一因と判断されたとして、市は遺族に7000万円が和解金を支払うことを決議した[422]。なお、柏高校吹奏楽部自殺事件において生徒の自殺でも長時間の吹奏楽部活動が問題視されている。
- 東京都内市立小学校では2年担任の新任女性教諭（享年23）が公務に起因してうつ病に罹患して自殺したとして、両親が公務外認定処分の取消を求めた裁判で労働者側が勝訴した事件も起こっている（東京高裁平成29年(2017)2月23日判決）。児童の万引き事件での保護者からの恫喝や同家庭の給食費・教材費の滞納、学級内での度重なる上履きや体操着隠しが起こり心理的負担が増大し、学校内での支援体制についてはトラブルを校長に相談すると「あなたが悪い」と怒られ、言えずにいると後で報告しなかったことを叱責され、どちらにしても怒られると悩み同僚に相談していた[423]。保護者から「結婚も子育ても未経験」と言った批判や、校長から親から信頼できないとの意見があると伝えられ精神的に追い込まれており、「無責任な私をお許し下さい。すべて私の無能さが原因です」とする遺書を残していた。しかし弁護士によると公務が原因とみられる自殺も遺族が公務災害を申請すること自体がまれと報道されている[424]。
- 2018年、福井県若狭町の公立中学校の新任男性教諭（享年27）が2014年に長時間過重労働で自殺したのは、校長が安全配慮義務を怠ったためだと遺族が県と町に損害賠償を求め提訴したのに対し学校側は「自主的な残業」と主張。地方公務員災害補償基金県支部は長時間労働による精神疾患が自殺の原因として公務災害と認定した[425]。教諭は日記の表紙に「疲れました。迷わくをかけてしまいすみません」と書き残していた。遺族が起こした損害賠償訴訟では福井地裁では県と町に約6500万円の支払いを命じた[426]。
- 2024年6月、2019年9月に福岡県春日市立小学校の教室において、新任男性教諭（享年24）が就任半年で首をつり翌日死亡したことについて、遺族は県と市を提訴すると取材に応じた。時間外勤務は2ヶ月連続100時間を超え、先輩から厳しく指導されたため精神疾患発症と男性の死亡後3年後に労災が認定。男性は小学生時代から教師を志し、残された携帯電話に「憧れた仕事」「子どもにめいわくをかけてしまう」と記録していた[427]。友人宛のLINEでは、「超絶ブラック」など送信していたと報道されている[428]。
- 名古屋市立中学の男性教諭（享年36）が2016年に自殺したのは、部活動指導や教材研究などの業務に加え、教育課程の編さんなど長時間労働に起因するとして遺族が市などを相手取り提訴した事件では、市は和解勧告を受け入れた[429]。

#### 保護者からの圧力を起因とした自殺
2018年、兵庫県三木市では、父親から虐待された女児の保護をめぐり、兵庫県三木市立小学校の校長（当時）や市議が、保護にあたった養護教諭のことを父親に漏らしたため嫌がらせを受け休職を余儀なくされ、後に養護教諭が自殺した事件が起こっている。なお、可能な限り学校としては教育上の対処に係る裁量を行使して対応すべきであるとの前提があるため、学校や教員が保護者に対して民事訴訟を提起した事案は、ごくわずかな件数に留まっている。
韓国においても、教え子の一人が鉛筆で他の児童の頭にけがをさせたことについて、加害児童の母親は警察官、父親は検察捜査官ある保護者より強い抗議を受けて教室内で自殺に至った小学校教員（享年24）の事件をきっかけに、2023年9月に数万の教員の高圧的な親からの保護を求めるデモが起こっている。教師は高学歴の親から強い要望や苦情を受けることが増え、また2014年に成立した児童福祉法により児童虐待で告発された教師は自動的に停職処分になるため、教師が子供への叱責を躊躇するようになったと報道されている。

#### 公務災害否認決定取り消し訴訟
- 釜石市立小学校で教員をしていた男性（享年29）は、1980年度と1981年度に釜石市教育委員会の研究指定校となり研究を継続するため1982年度においても、自主研究としての公開授業が予定されその担当となった。連日のように深夜まで勤務し、公開授業の指導案の提出が予定されていた日に失踪し山中において縊死の状態で発見。車には「学校の仕事にいささか疲れた、もっと楽しく生きたかった」と書き置きがあった。妻が公務上災害認定を請求したが、公務外と認定され、不服申立、審査、再審査の申立ても棄却され、同処分取消し求めて訴えたが最高裁において、公務災害を認めなかった仙台高裁判決が確定した[434]。

- 熊本県天草市立小の教諭だった男性（発症年齢44）は、研究主任を務め2011年12月に100時間以上の長時間残業の果てに脳出血で寝たきりになった。公務災害と認めなかった決定取り消し訴訟の控訴審判決で、福岡高裁は2020年9月熊本地裁判決（2020年1月）を取り消した[435][436][437]。

- 愛知県の元豊橋市立石巻中学校教員の男性（発症年齢42）が発症直前残業時間は100時間を超え、朝練や部活指導後の教材研究、学校祭の準備学校祭のさなかに脳内出血で倒れ高次脳機能障害になったのは公務災害だとして、地方公務員災害補償基金の公務外処分の取り消しを求めた。名古屋地裁で判決は、教育労働の特性から部活動などの自発的な活動についても包括的な職務命令と認められた[438][439]。2015年2月に最高裁が地公災側の上告を棄却する決定を下し、教職現場の「包括的命令」は判例として確立した。最終判決まで10年以上係争した[440]。

- 1998年12月にうつ病による自死をした京都市の男性中学校教員（享年46歳）について、妻は、うつ病に罹患し自殺するに至ったのは、長時間労働や学級運営のストレスといった公務が原因であるとして、公務災害認定請求書を提出したが、公務災害であるとは認められなかった。京都地方裁判所判決では公務災害と認められなかったが、2012年、大阪高裁は、公務外災害認定処分を取り消し、義務づけも認める逆転勝訴判決を言い渡した。問題行動があるクラス運営、やくざのような保護者対応、剣道部の正規顧問に加え、立ち上げたバスケットボール同好会の費用・活動場所など多岐にわたる運営に苦慮していた[441][442]。

労働基準法（労基法）は1日8時間労働を基本とし、例外的に8時間以上働く場合、会社と労働者の代表が協定を結び、役所に届け出る必要があることが労基法の36条で義務づけられ「36（サブロク）協定」と呼ばれている。教職員にも適用すべきとする学者もいる。

#### 長時間勤務による健康被害損害賠償請求
2019年、授業準備や部活指導などで長時間労働を強いられ、適応障害を発症し休職となったとして大阪府立高校教員(31)が大阪府に過重な業務負担に対し、学校側が適切な軽減措置をとるのを怠ったとして実名を公表し提訴した。クラス担当ほか運動部顧問や生徒の海外語学研修の引率も担当し月120時間を超える時間外労働があったとしている。
2022年6月28日大阪地方裁判所は教諭の訴えを全面的に認め、府に230万円余りの賠償を命じた。これを受け、翌日に大阪府の吉村知事は29日の記者会見で、控訴しない考えを明らかにした。判決では校長は業務負担の軽減策を講じず「注意義務に違反し賠償責任を負う」とされた。
2024年8月、東大阪市の市立中学校の教員男性（43）は残業月200時間超で適応障害を発症したとして、大阪府と市に慰謝料など計330万円の損害賠償を求めた。大阪地裁では負担軽減を講じなかった校長の注意義務違反を認め、府と市に計220万円の支払いが命じられた。

#### 過労死損害賠償請求訴訟
- 福岡市立小学校の教諭だった当時53歳の女性が、2013年に急性クモ膜下出血により死亡。女性の夫と遺族の代理人によれば、この女性は、死亡の約1ヵ月前からの時間外勤務と自宅での作業時間が計160時間超に達していた模様である。2021年2月付で地方公務員災害補償基金が、この女性について公務災害と認定。女性の夫は2022年に、福岡市を相手取り福岡地方裁判所に提訴している[448]。
- 富山県の市立中学校だった男性教員（享年40代）が倒れる前日までの53日間で休日はわずか1日の労働環境において、2016年くも膜下出血により死亡した。女子ソフトテニス部の顧問を務め、土日は部活動の遠征や指導に費やされた。この発症は過重労働が原因だったとして公務災害が認められている。妻と子供は富山県と滑川市に計約1億円の損害賠償を求める訴えを富山地裁に起こしており、市側は「部活動の指導は教員の自由裁量」などと反論している[61]。妻は当時第2子を妊娠中であり、男性は子供に会うことなく逝去した。妻は取材に「主人は教員の仕事がすごくすごく好きだったんですよ。」と答え、仕事に追い詰められたことの憤りと過重労働が是正されなければまた同様の問題が起こることから提訴に踏み切ったことを語っている[449]。2023年7月の富山地裁の判決では、部活動指導業務記録簿や、部活動指導に関する休日手当の算定の基礎となる特殊勤務実績簿に校長が押印していたことなどから、部活動が中学校の教員の地位に基づき、その職責を全うするために行われたことは明らかだとして、「自主的活動の範疇に属するものとはいえない」とされ8300万円の賠償が認められた。男性が過重な業務に従事していることは客観的に認識できたとして、「是正すべき義務を負っていた」と校長の安全義配慮義務違反が認定されている。滑川市は控訴しないことを決定した[450][451]。

### 時間外勤務手当時間外請求

#### 公立小中学校教員（正規職員）
- 2004年、川口市内の市立小中学校の教員が埼玉県人事委員会に時間外勤務手当の支払いなどを求めて措置要求を行い、要求は2006年3月、いずれも棄却・却下。男性教員3人が決定取り消しを求めて2006年夏、さいたま地裁に提訴、さいたま地方裁判所で請求が棄却され、原告側が上告し2009年教員側の請求が棄却された[452]。

#### 公立小中学校教員（正規職員のち再任用）
教員の時間外労働に残業代が支払われていないのは違法だとして、埼玉県内の市立小学校の男性教員「田中まさお」(62)は、2021年現在県に未払い賃金の支払いを求め提訴している。教職員は給特法で時間外勤務を命じることができるのは、生徒の実習、学校行事、職員会議、災害など緊急事態からなる「超勤4項目」に限り、労働基準法37条の時間外労働における割増賃金の規定が適用除外されているため、県は『教職調整額は、超勤4項目以外の勤務についても対価として支払われている』と主張している。
正規の勤務時間外になされた超勤4項目以外の業務について、初めて『労基法上の労働時間』該当性の法律判断を求めている点が過去の敗訴案件と一線を画し、長時間労働を恒常的に強いられたことに対する慰謝料が認められるべきと主張していると報道されている。該当男性教諭が新人だった1981年と比較し、8時半前の朝自習や朝会主席義務付け、歯磨き指導などで昼休憩が恒常的につぶれ、下校指導も始まり、教室管理など過去にはなかった仕事が累積している。このため昔は定時に多くの職員が勤務終了していたが現在は恒常的な残業が発生している。
2021年10月1日、埼玉地裁で上記訴訟は教員側の請求が棄却された。判決では労働基準法上の法定労働時間の規制を超えた労働があったと認定されたが、残業しなければ業務が終わらない状況が常態化しているとは必ずしも言えないとし賃金や賠償金の支払いについても認めなかった。ただし給特法についてはもはや現状に合わず、現場の教職員の意見に真摯に耳を傾け、働き方改革による業務削減を行い、見直しを進め教育現場の環境改善が図られることを切に望むとの裁判長の付言があった。
本地裁判決については、文科省が既に必須としている超勤4項目以外も含めた労働時間を「在校等時間」として労働時間管理の対象とすることを明確にしている点も考慮していないことが日本労働弁護団常任幹事、ブラック企業対策プロジェクト事務局長を務める嶋﨑量弁護士によって疑問を呈されている。本訴訟は2023年3月、最高裁判所は教員側の上告を退ける決定を下し終結した。棄却理由は、「民事事件について最高裁判所に上告することが許されるのは民訴法312条1項又は2項所定の場合に限られるところ、本件上告の理由は、違憲をいうが、その実質は事実誤認又は単なる法令違反を主張するものであって、明らかに上記各項に規定する事由に該当しない。」とされた。
教員の働き方は携帯の定額プランになぞらえて、「定額働かせ放題」とも表現されている。

#### 公立小中学校教員（非常勤講師）
名古屋市では、2020年11月、公立中学校非常勤講師が、残業代が支払われていないとして労働基準監督署に申告し、その後、市の教育委員会は、講師の労働時間を適正に把握していないとして是正勧告を受けたため、130万を支払った。

#### 私立高校教員（非常勤講師のち事務職員）
- 私立においても、2020年には長崎県内の私立高校について、陸上競技部顧問を務める女性が非常勤として雇用、後に事務職員として勤務したが、部活動強化のため自宅に選手を下宿させることを余儀なくされ時間外勤務が未払いとなっているとして提訴している[464]。
- 2025年3月、神戸女学院中学部・高等学部の元教員2人が、学校法人に未払い残業代などの支払いを求めた訴訟は、神戸地裁尼崎支部で和解が成立した。内容は非公表だが、元教員はその内容に納得度の高い解決とコメントしている[465]。

## 参考報道
第28回FNSドキュメンタリー大賞ノミネート作品 福井テレビ開局50周年記念番組 聖職のゆくえ～働き方改革元年～（ナレーション菅田将暉)「第28回FNSドキュメンタリー大賞ノミネート作品 福井テレビ開局50周年記念番組 聖職のゆくえ～働き方改革元年～」『フジテレビ』。2022年4月18日閲覧。